# William Merritt Chase
William Merritt Chase (Williamsburg, ahora Nineveh, Indiana,
1 de noviembre de 1849 – Nueva York 25 de octubre, de 1916) pintor impresionista estadounidense.

## Primeros años y formación
Nació en el seno de una familia de marchantes de arte locales. Su padre se trasladó a Indianápolis en 1861 y lo contrató como vendedor en el negocio familiar. Mostró una gran interés por el arte ya de pequeño y estudió con los artistas autodidactas Barton S. Hays y Jacob Cox. 
Tras una breve estancia en la marina, sus profesores lo instaron a que viajara a Nueva York para continuar su formación. Llegó allí en 1869 y estudió primero durante poco tiempo con Joseph Oriel Eaton y más tarde ingresó en la National Academy of Design con Lemuel Wilmarth, pupilo del famoso artista francés Jean-Léon Gérôme. 
Cuando mermó la fortuna familiar en 1870, Chase dejó Nueva York por Saint Louis, Misuri, donde se había establecido su familia. En este período, fue granjeándose cierto prestigio en la comunidad artística local mientras ayudaba a su familia. Ganó varios premios en una exposición de Saint Louis. Expuso su primera pintura en la National Academy en 1871. Además su talento sedujo a muchos coleccionistas adinerados de St. Louis que le sufragaron un viaje de dos años a Europa a cambio de sus pinturas y su colaboración para preservar sus inversiones en sus colecciones europeas. 
En Europa, asistió a la Academia de Bellas Artes de Múnich, lugar que elegían muchos jóvenes artistas estadounidenses de la época. Estudió con Alexander von Wagner y Karl von Piloty, y se hizo amigo de los artistas estadounidenses Walter Shirlaw y Frank Duveneck. 
Chase viajó a Venecia en 1877 con Duveneck y John Henry Twachtman antes de regresar a los Estados Unidos en el verano de 1878. Ya en Estados Unidos, expuso su Ready for the Ride con la recién formada "Society of American Artists" en 1878. También abrió un taller en Nueva York en un edificio de la calle décima. Fue miembro de los Tilers, un grupo de artistas y actores entre los que se encontraban amigos suyos como Winslow Homer, Arthur Quartley o Augustus Saint Gaudens.

## Padre, artista, maestro

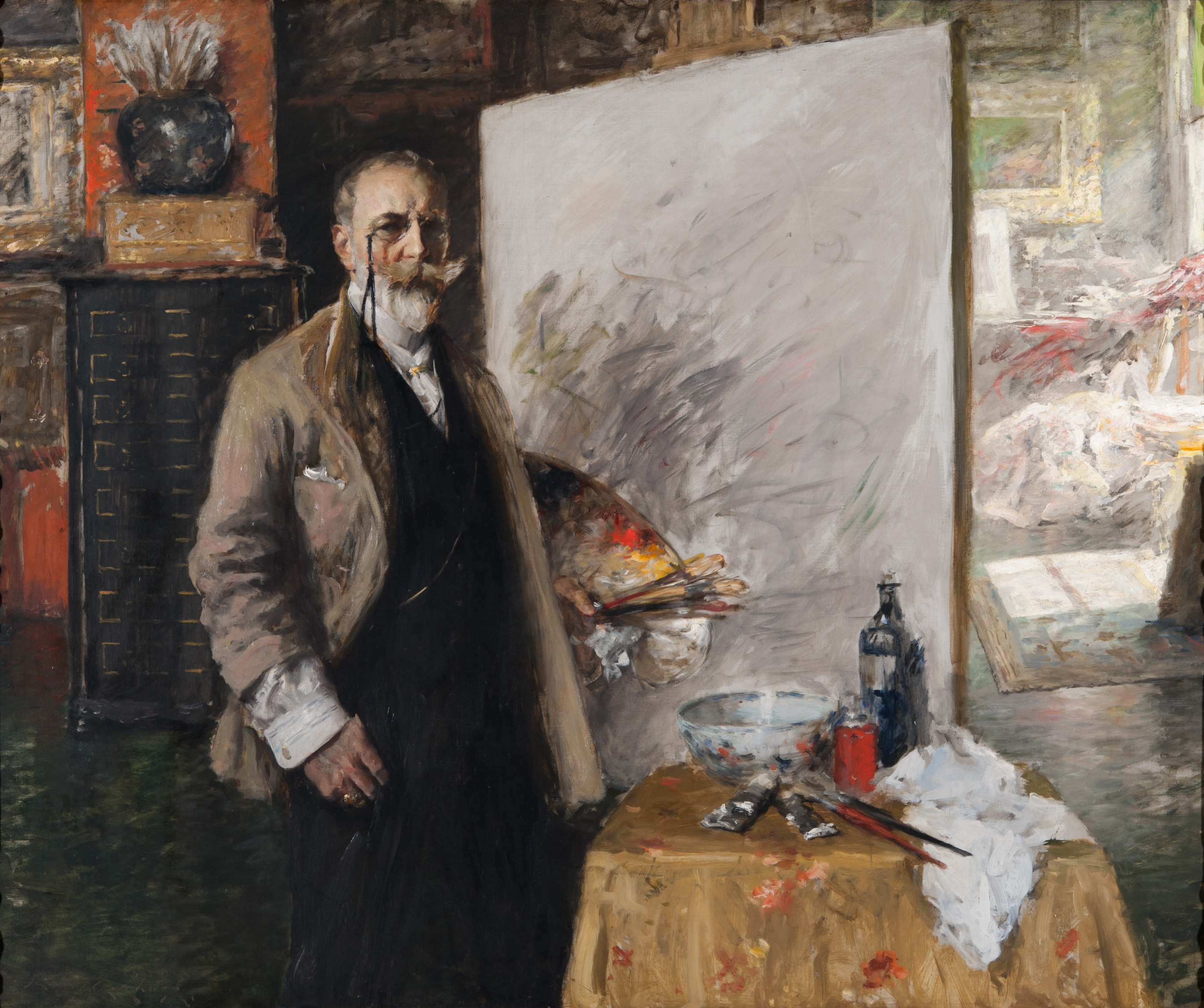
Autorretrato (1915), colección Richmond Art Museum, Richmond (Indiana).

Se casó con Alice Gerson en 1886 con quien tuvo ocho hijos. En Nueva York, Chase se hizo conocido por la excentricidad de su ropa, sus maneras, y sobre todo, por su estudio. Se había mudado al antiguo taller de Albert Bierstadt, en la calle Décima, y lo había decorado como si fuese una extensión de su propio arte. Lo llenó de lujosos muebles, objetos decorativos, aves disecadas, alfombras orientales e instrumentos musicales exóticos. El estudio servía de punto de encuentro de la alta sociedad neoyorquina de finales del siglo XIX, pero su mantenimiento y el de sus otras residencias le resultaba muy costoso, y en 1895 tuvo que cerrarlo y subastar el mobiliario.
Además de la pintura, le interesaba mucho la docencia y abrió la Shinnecock Hills Summer School al oeste de Long Island, Nueva York, en 1891, donde ejerció de profesor hasta 1902. Chase adoptó el plenairismo y a menudo impartía sus clases al aire libre. También abrió la "Chase School of Art" en 1896, que se convirtió en la "New York School of Art" dos años más tarde y donde fue profesor hasta 1907. También enseñó en la "Academia de Bellas Artes de Pensilvania" de 1896 a 1909; en la Liga de estudiantes de arte de Nueva York, de 1878 a 1896 y de 1907 a 1911 y en la "Asociación de Arte de Brooklyn" en 1887 y de 1891 a 1896. Junto con Robert Henri, Chase fue uno de los más importantes profesores de arte estadounidenses del cambio de siglo. Fue muy influyente en pintores de la costa este de EE. UU., amén de en pintores de California como Arthur Frank Mathews, Xavier Martínez o Percy Gray.

## Honores y últimos años
Recibió varios galardones tanto en su país como fuera de él, y fue miembro de la National Academy of Design y en Nueva York de 1885 a 1895 fue presidente de la "Society of American Artists". Fue miembro de los Ten American Painters tras la muerte de John Henry Twachtman.
Su creatividad decayó en los últimos años, pero siguió pintando hasta finales de los años 1910. Uno de sus últimos seminarios fue en Carmel (California) en el verano de 1914. Murió en su casa familiar de Nueva York en 1916. Hoy sus obras se exponen e muchos museos de Estados Unidos.

## Obra
Trabajó muchos materiales: óleos, acuarelas, pastel, grabados. Se le conoce sobre todo por sus retratos, que incluyen a personajes influyentes de su época y a su familia.
Empezó a pintar paisajes a fines de los años 1880. Este interés probablemente le surgiera tras una exposición de impresionistas franceses del marchante francés Durand-Ruel en 1886. Sus paisajes solían incluir personajes, especialmente mujeres y niños, en actitud relajada en bancos, en la playa o acostados en el césped. Tiene dos series importantes, ambas de estilo impresionista: Prospect Park, Brooklyn-Central Park y Shinnecock. Las obras de esta última se cuentan entre las mejores del impresionismo estadounidense.

## Obras seleccionadas

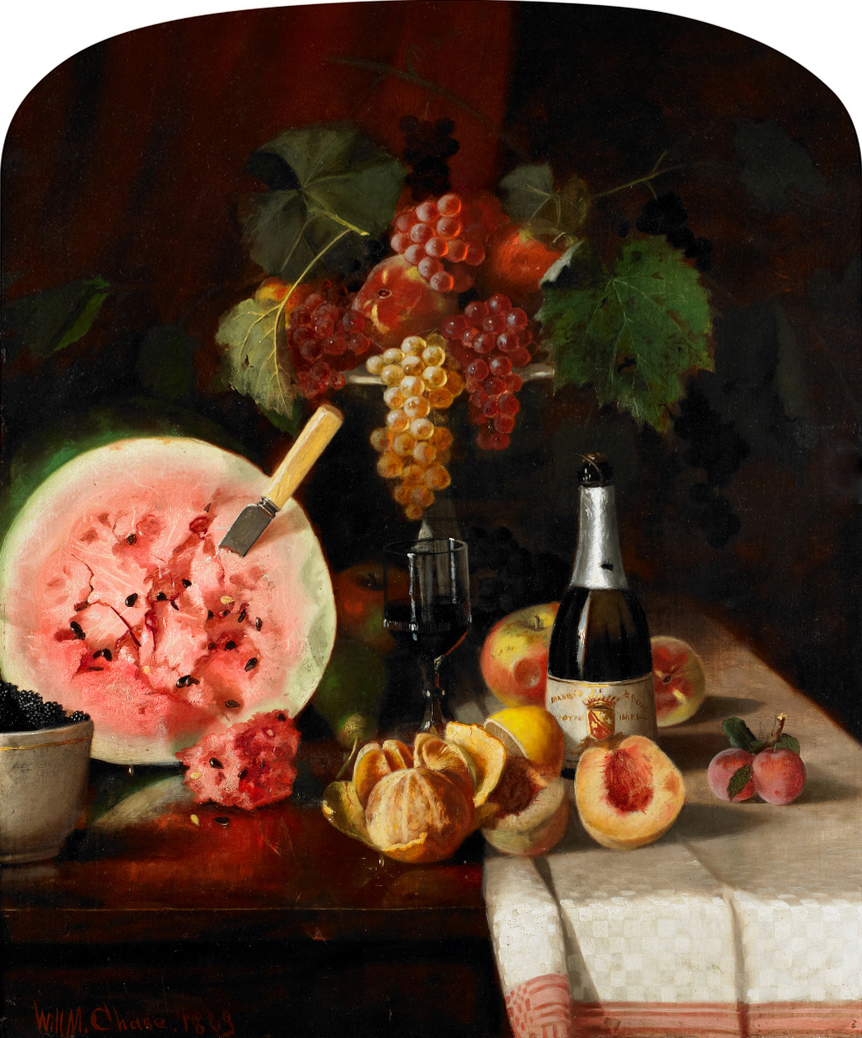
Naturaleza muerta con sandía (1869)
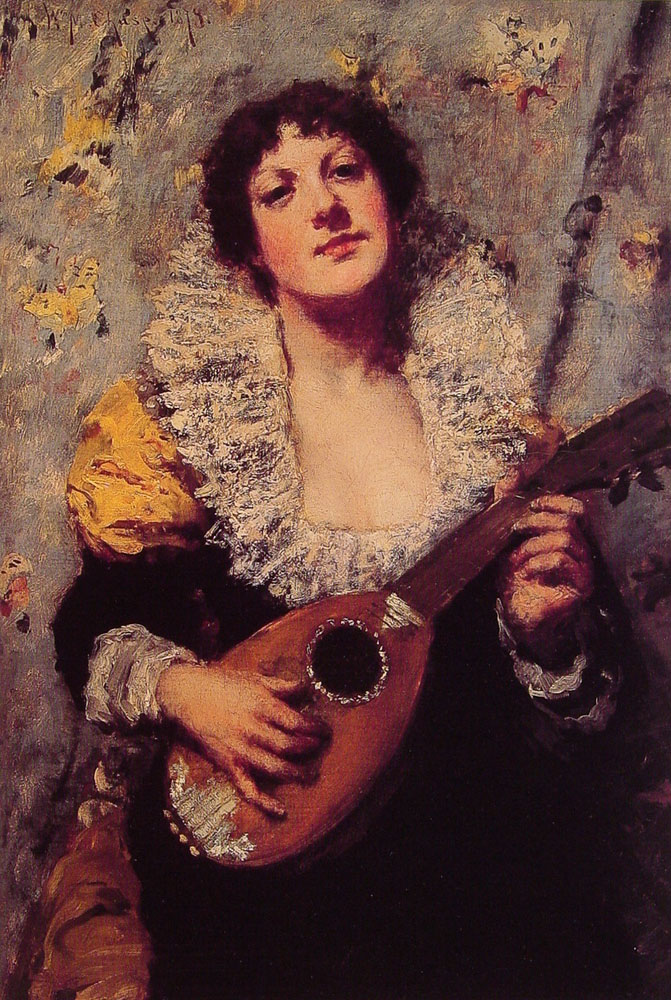
La tocadora de la mandolina (1878)
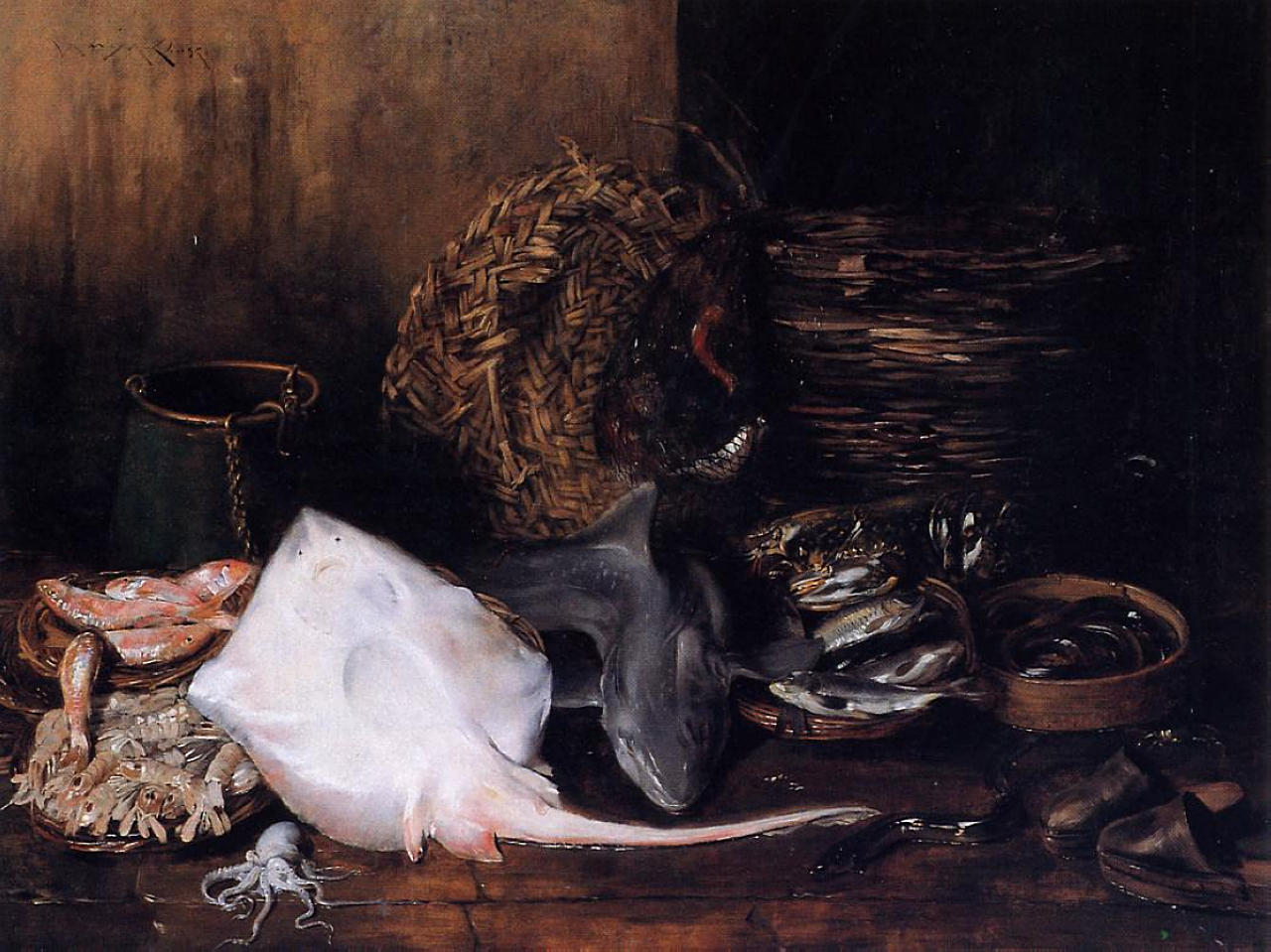
Pescadería en Venecia (1878)
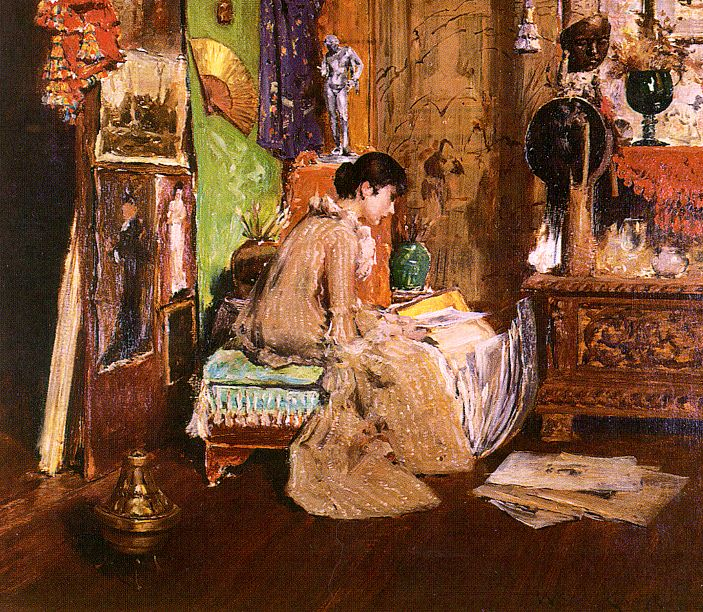
En la esquina del estudio (1881)
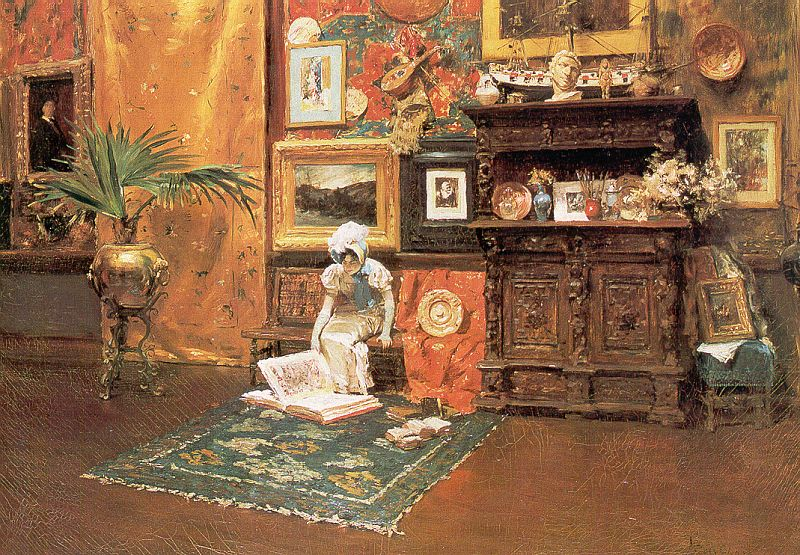
En el estudio (1882)
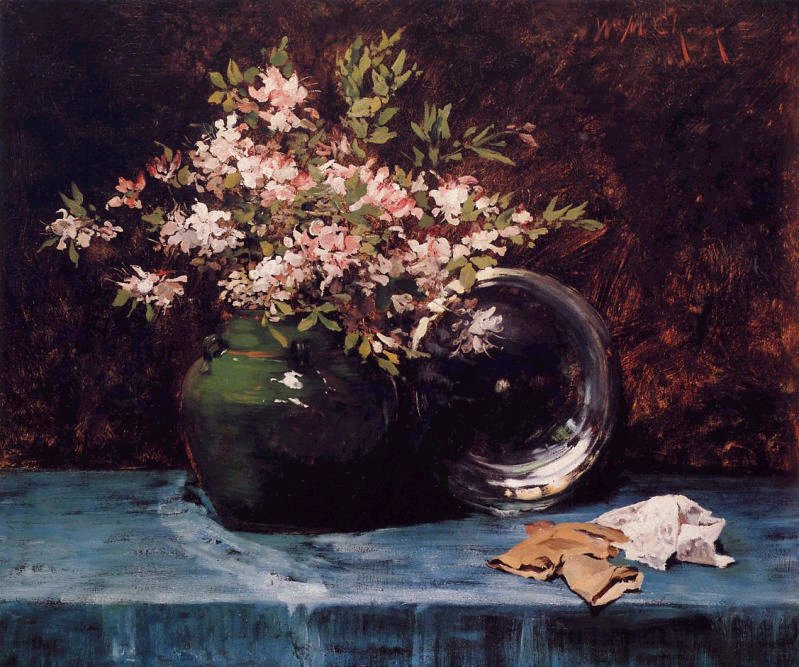
Azaleas (1882)
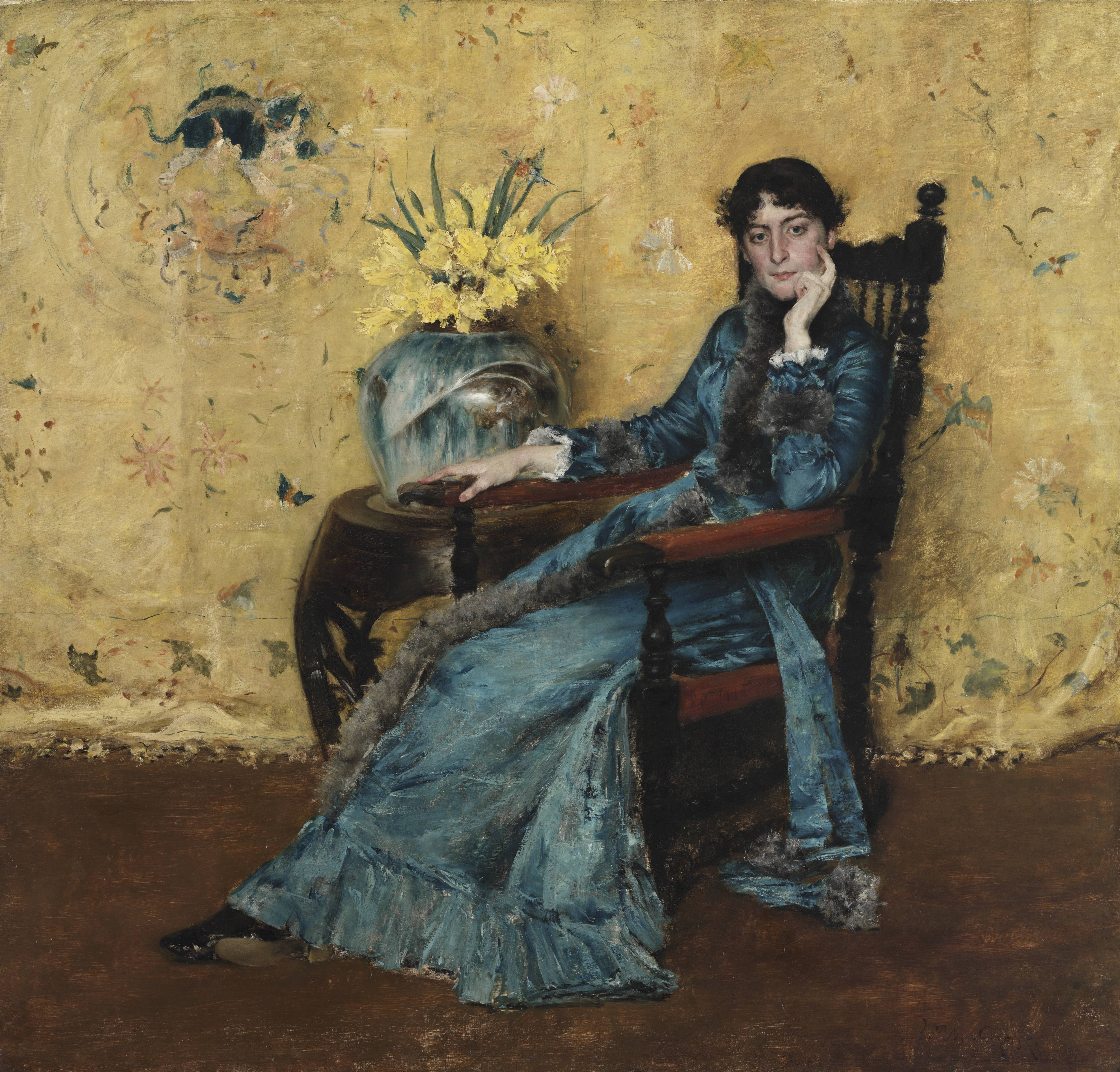
Retrato de Miss Dora Wheeler (1883)
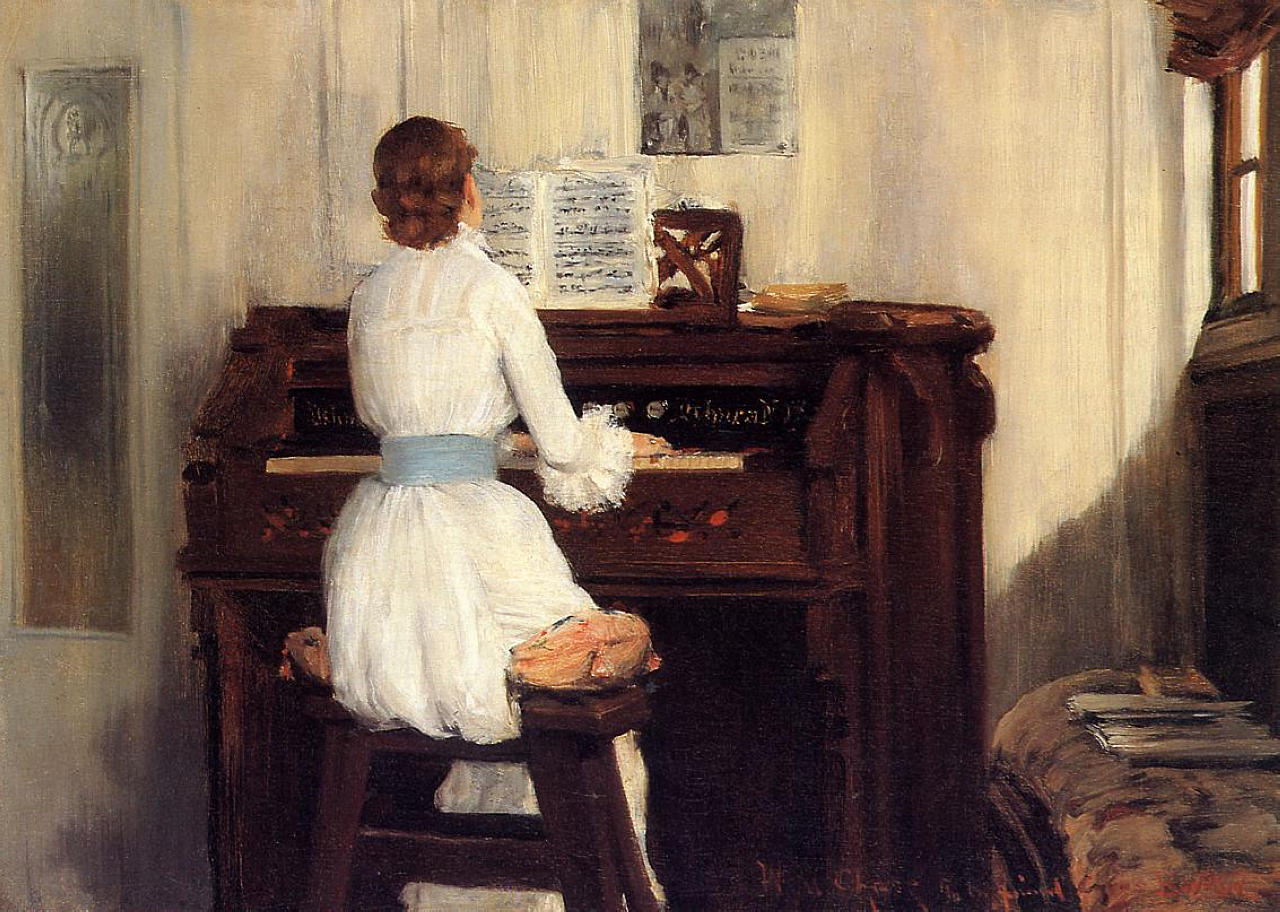
Mrs Meigs al piano (1883)
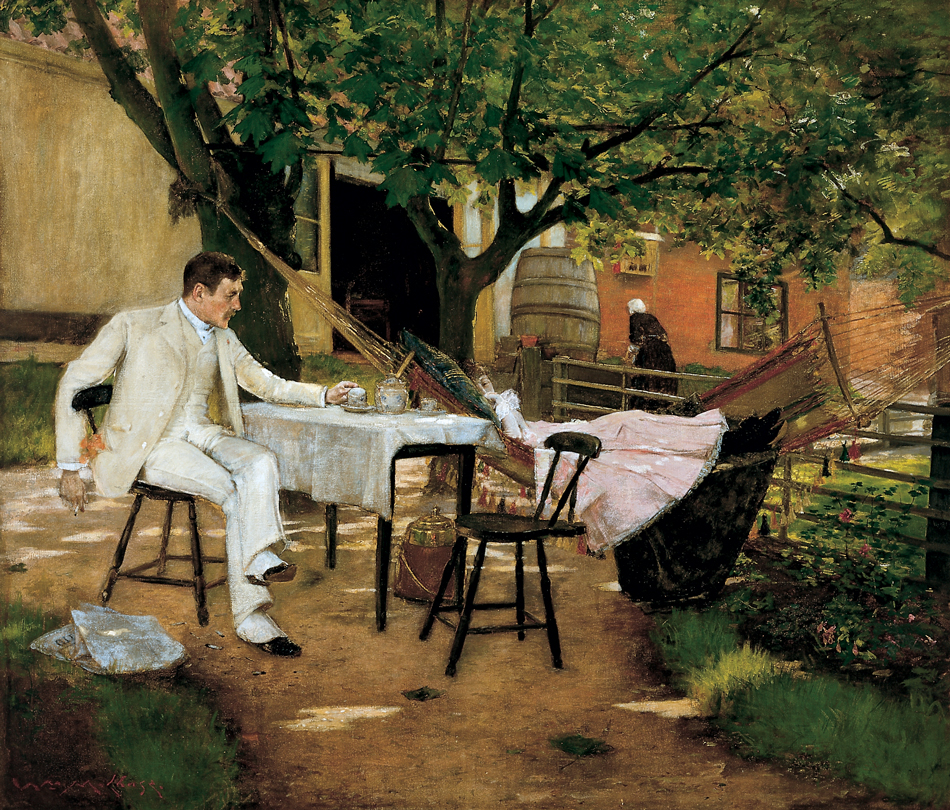
Luz del sol y sombra (1884)
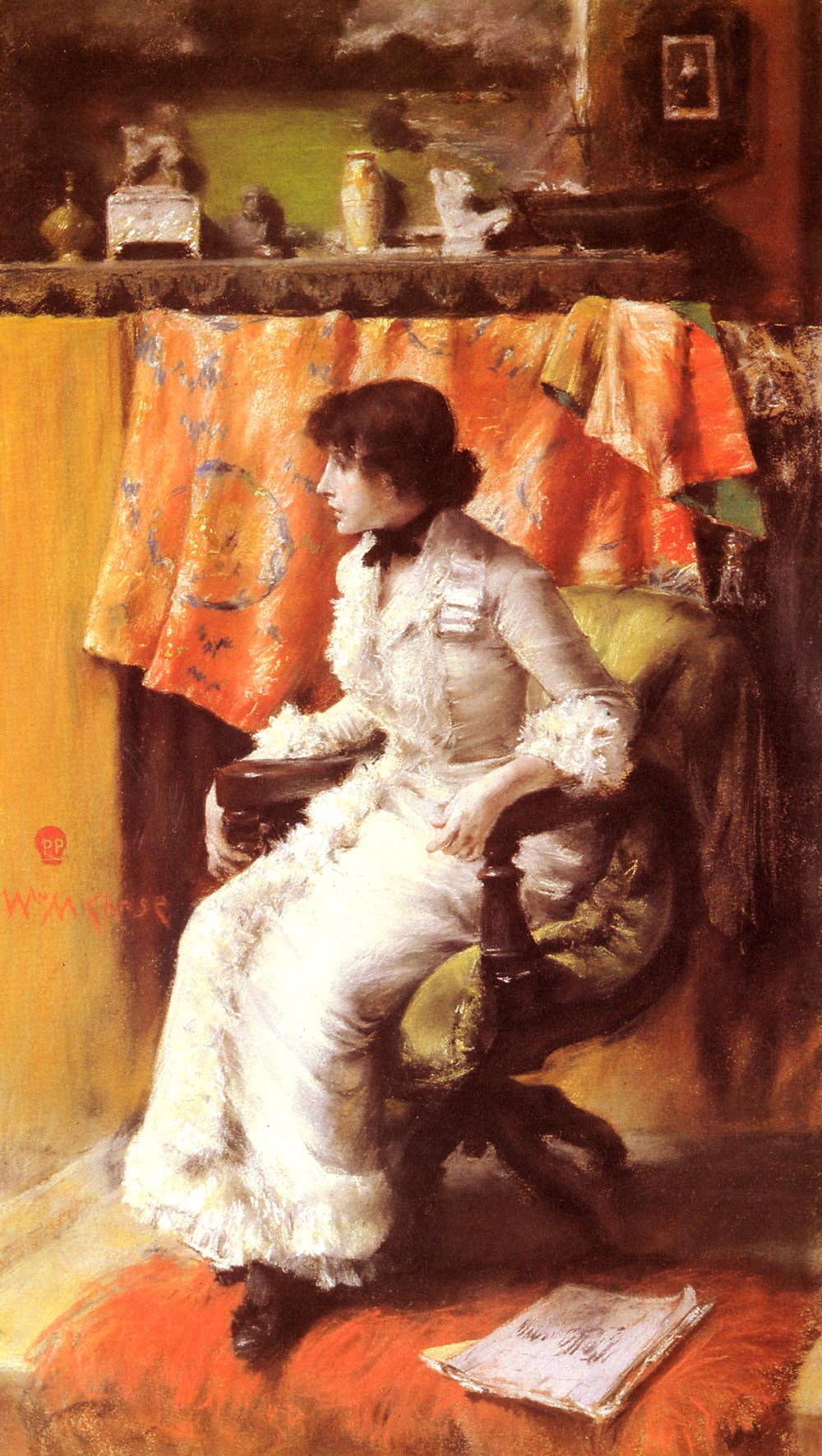
En el estudio (1884)
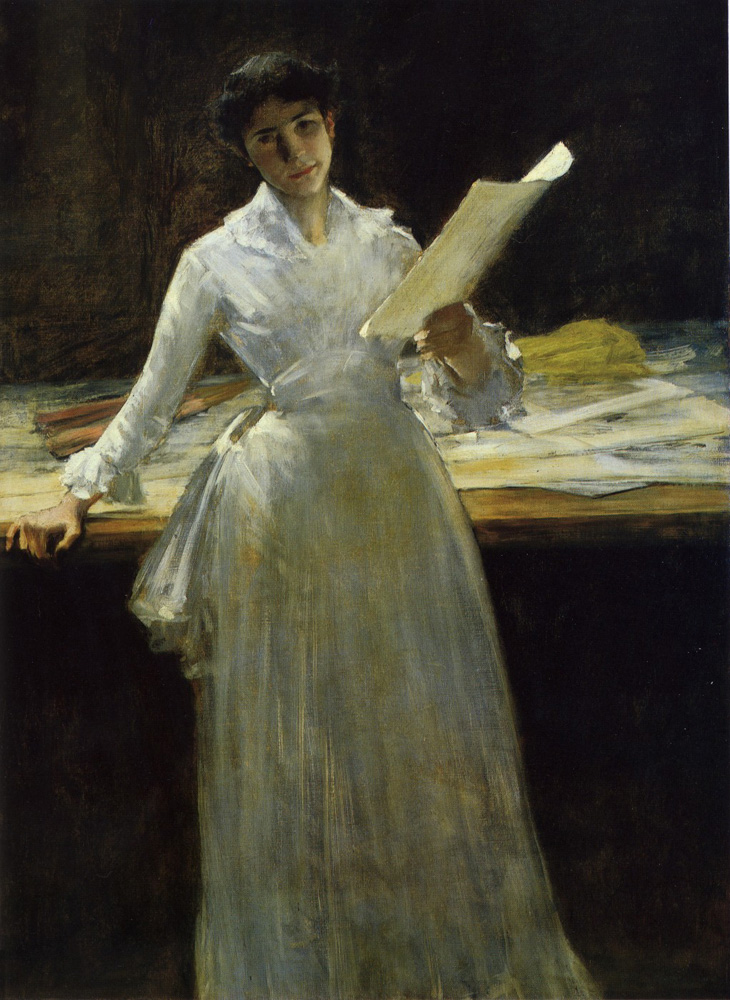
Memorias (1885)
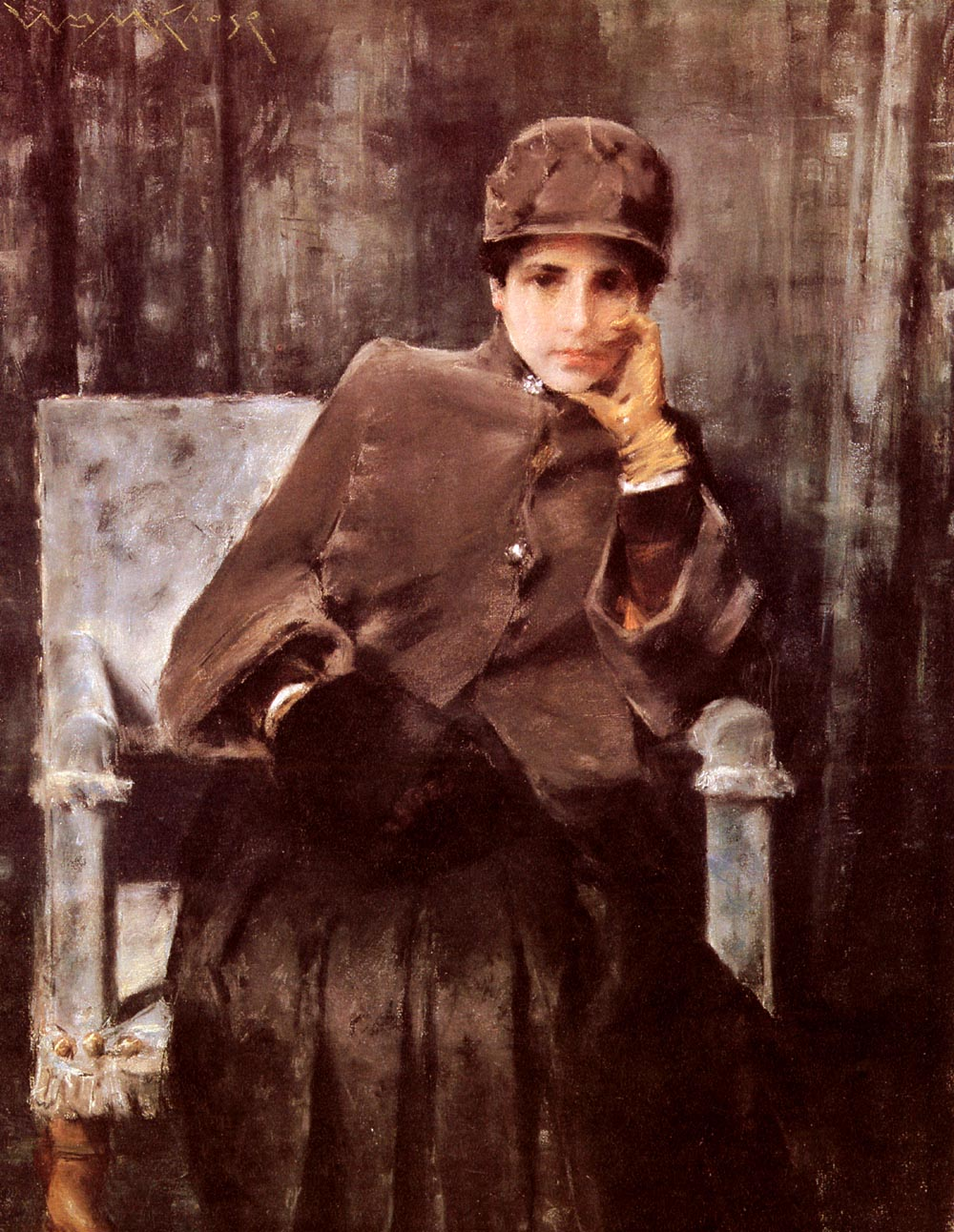
Meditación (1885)
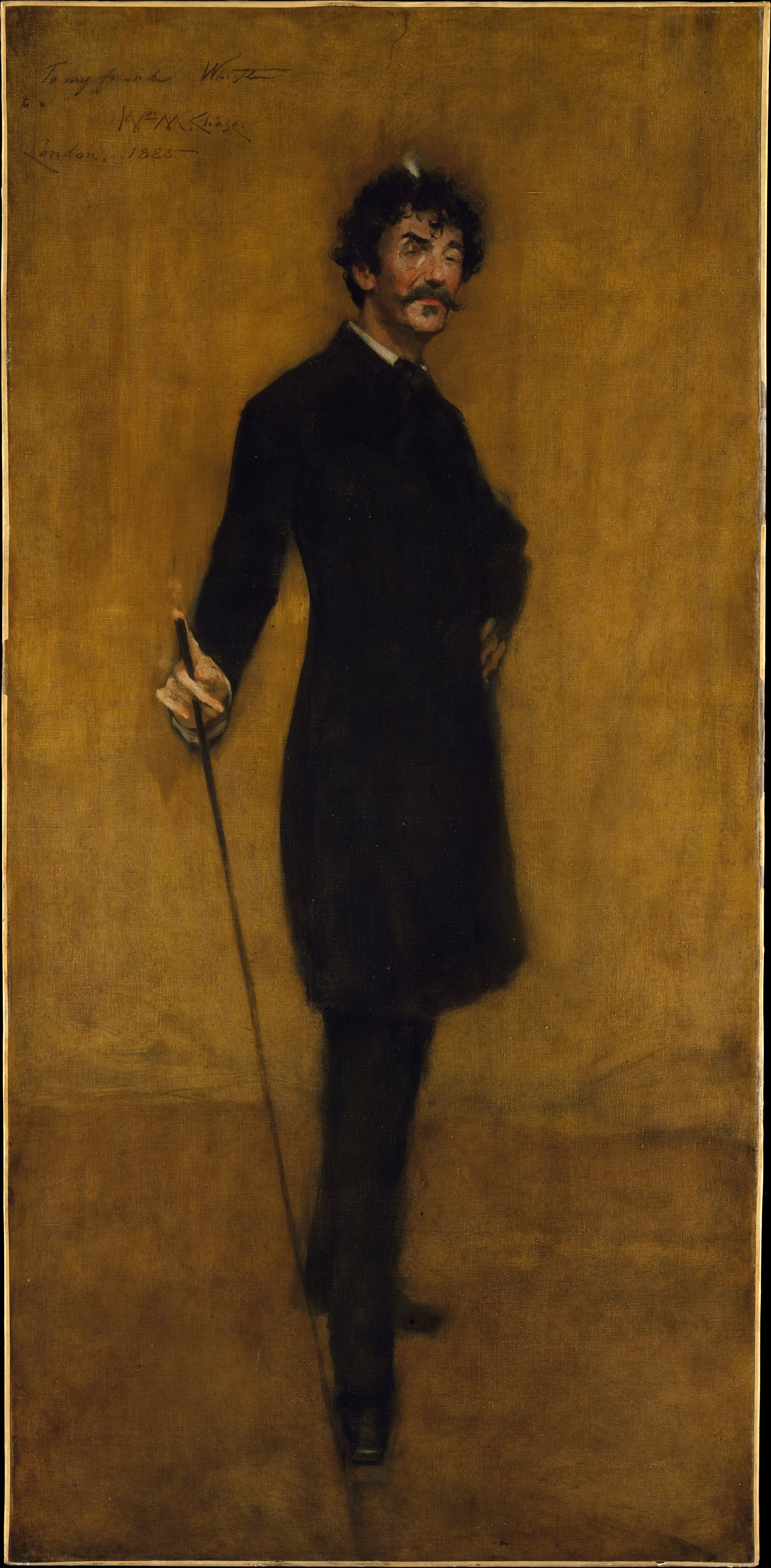
James Abbott McNeill Whistler (1885)
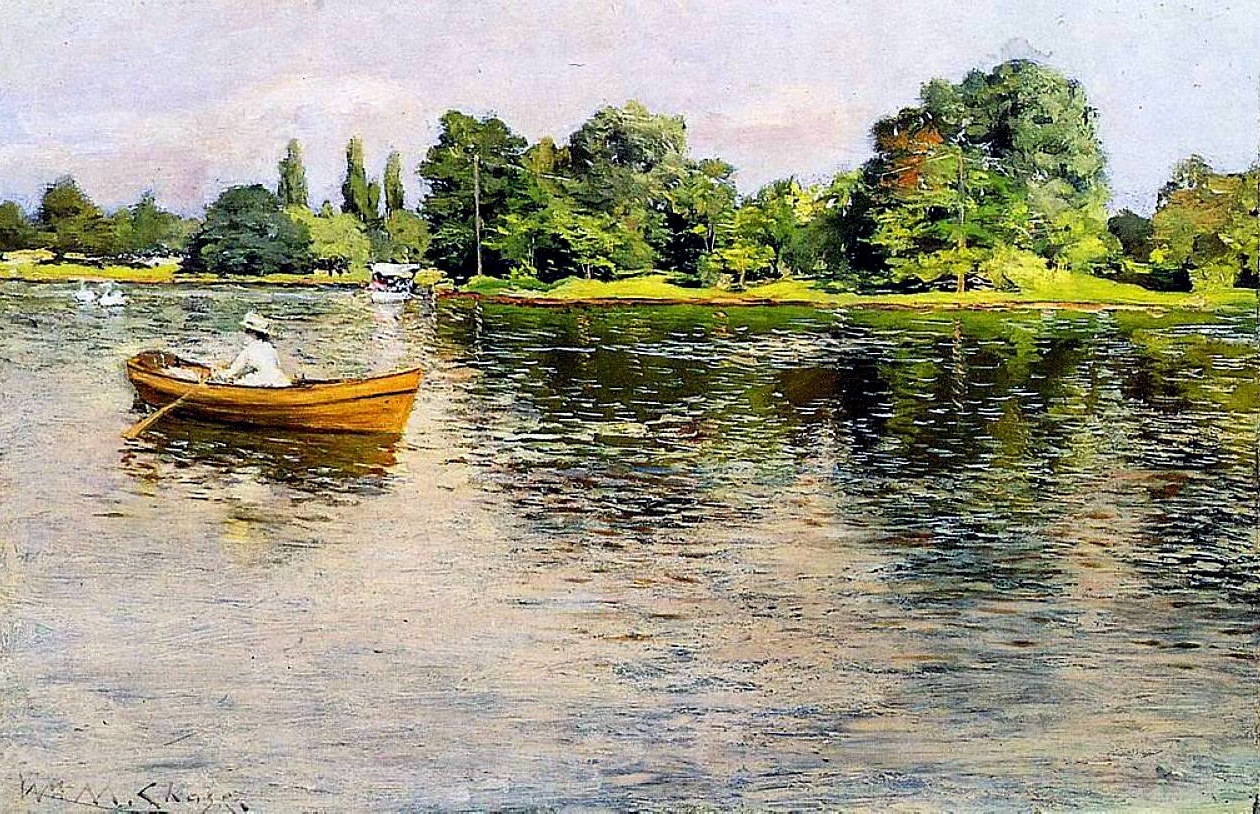
Veraneo (c. 1886)
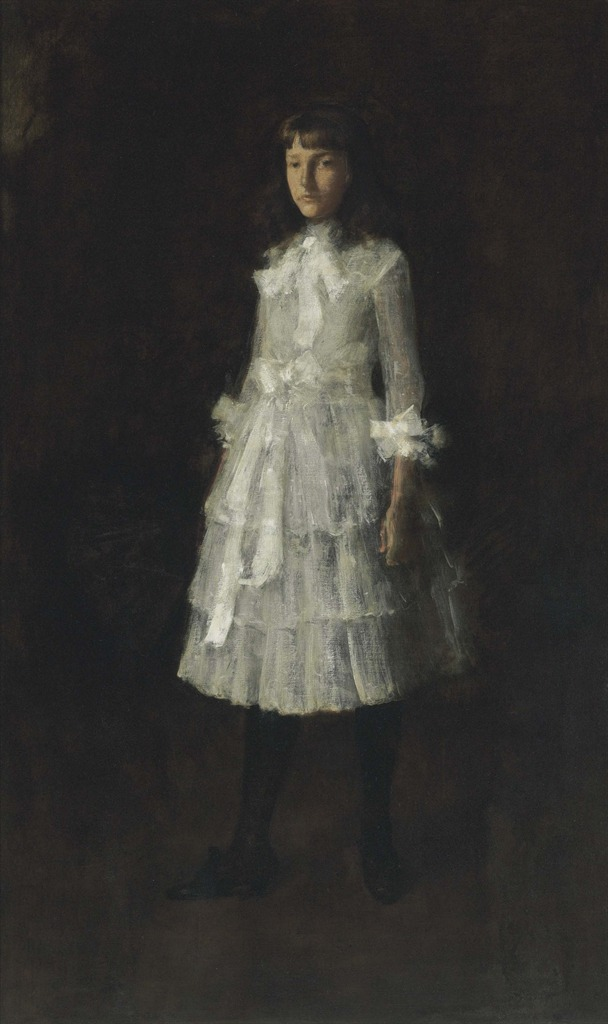
Hattie (1886)
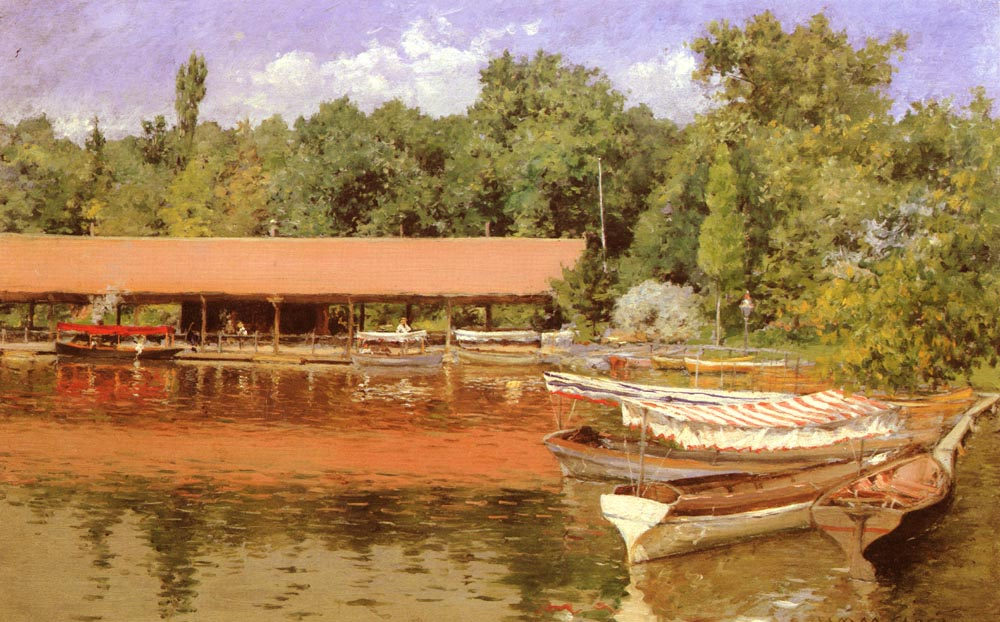
Embarcadero, parque Prospect (1887)
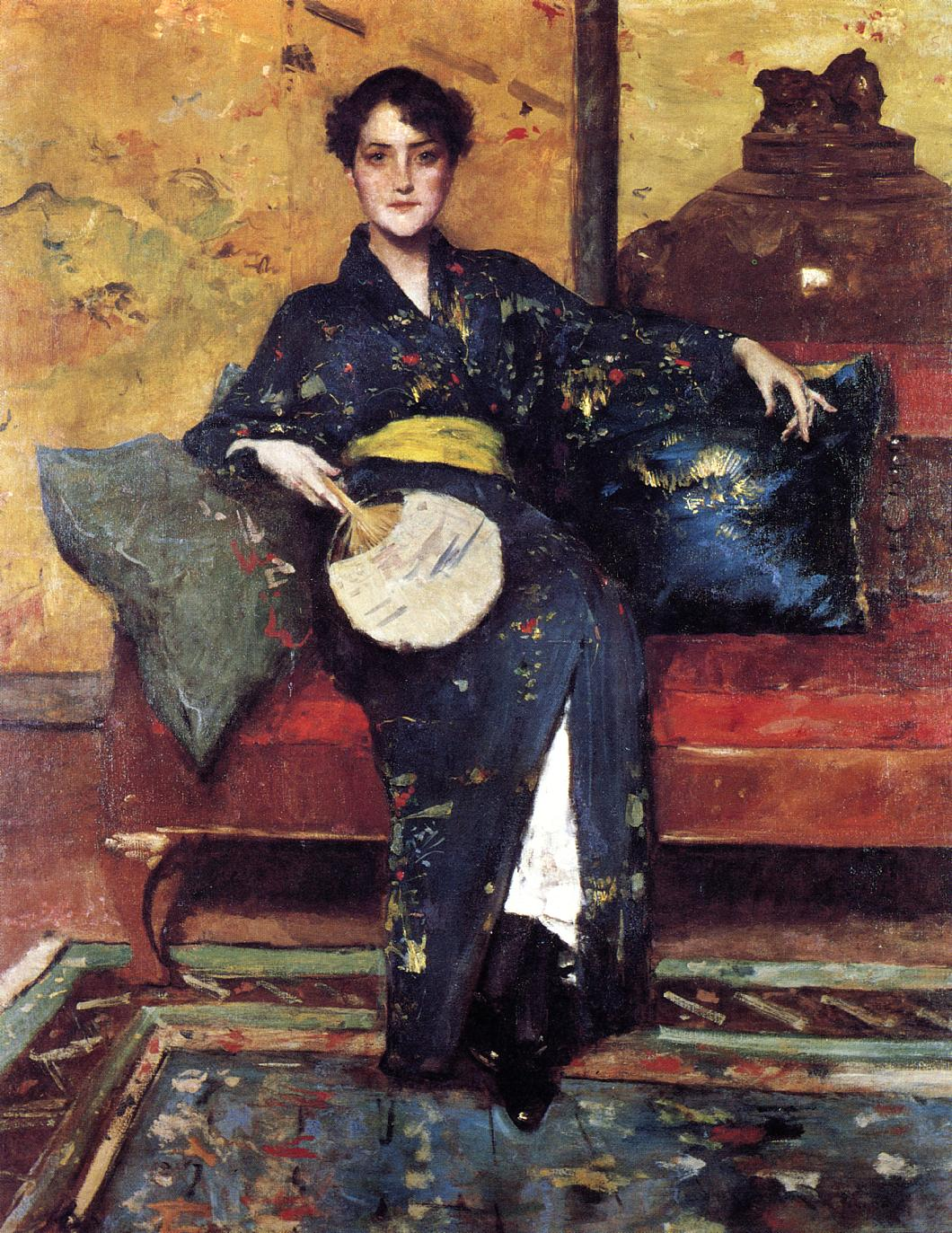
El Kimono azul (1888)
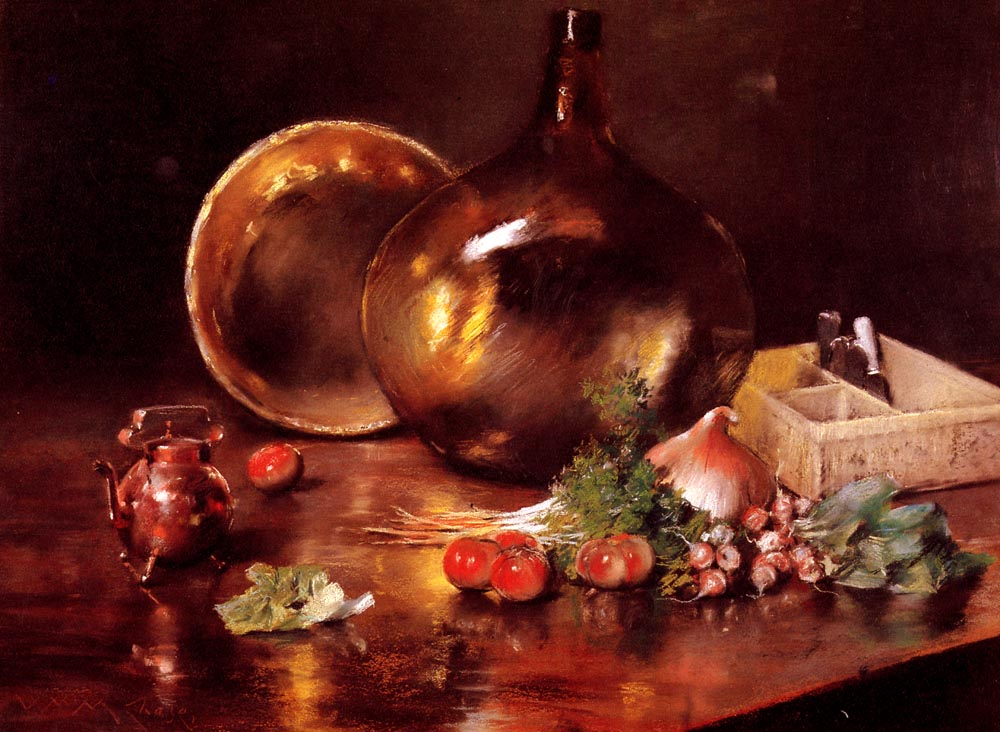
Naturaleza muerta con latón y cristalería (1888)
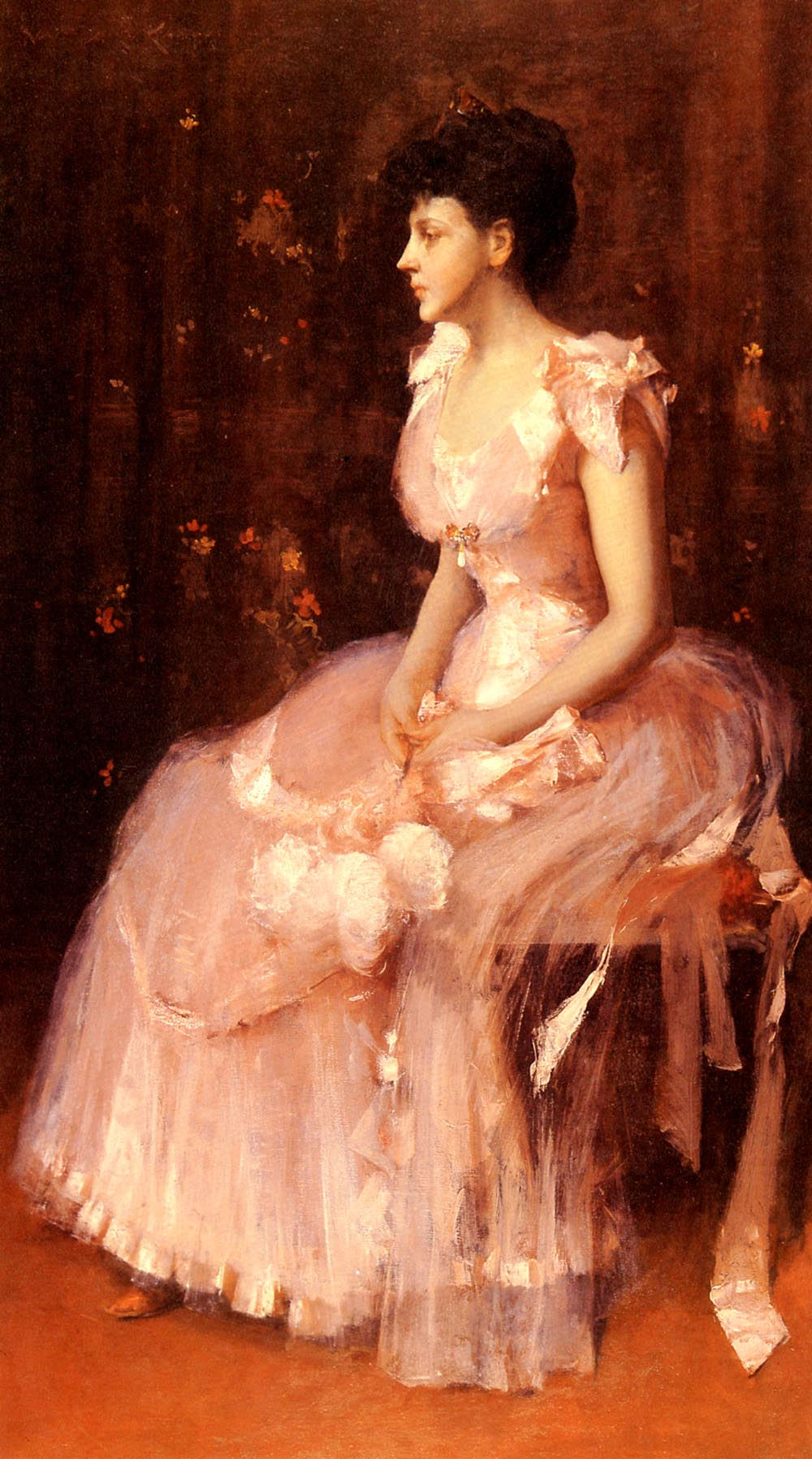
Retrato de señorita en rosa (1888)
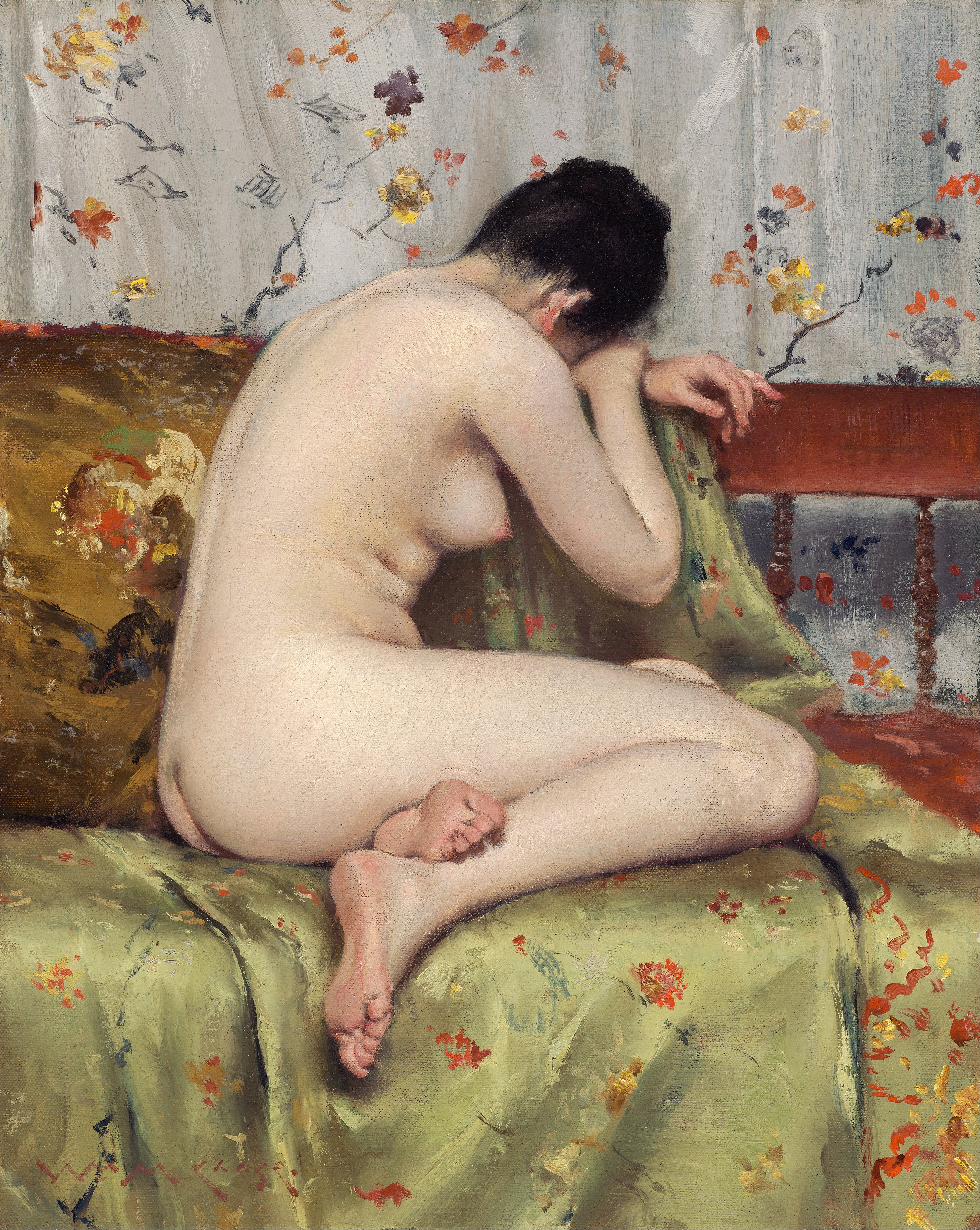
Magdalena moderna (1888)
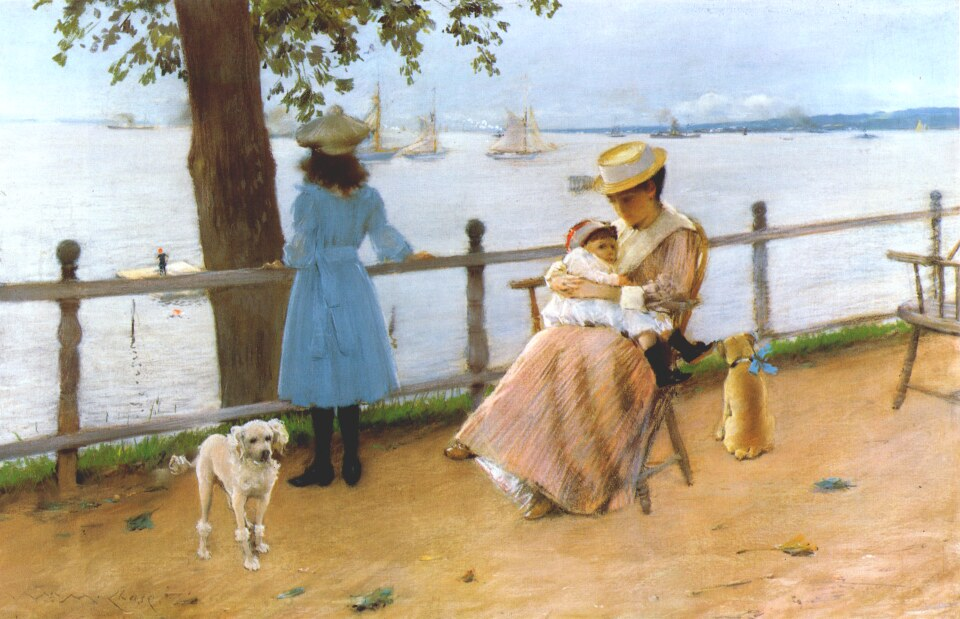
Bahía de Gravesend (c. 1888)
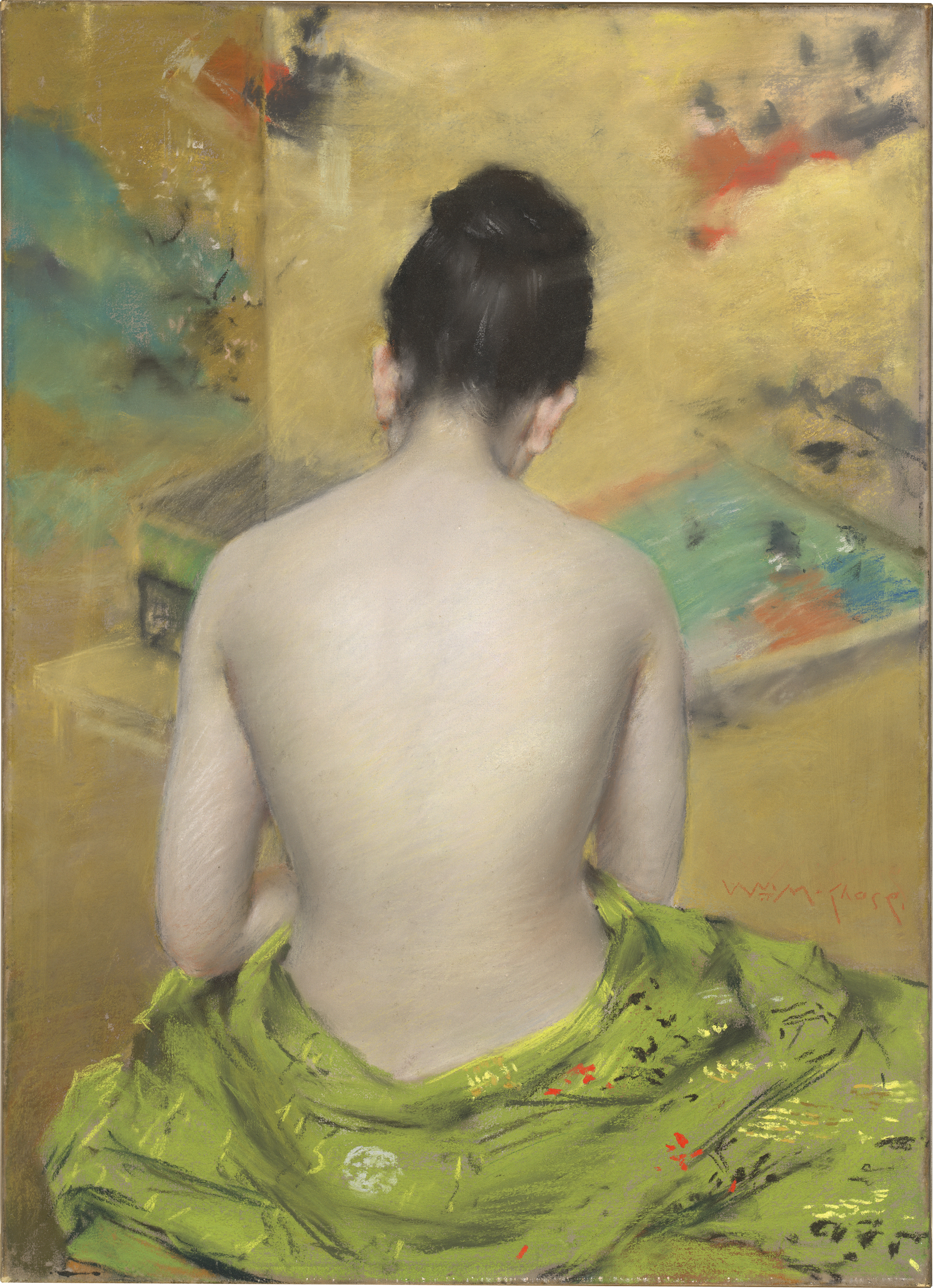
Espalda de un desnudo (1888)
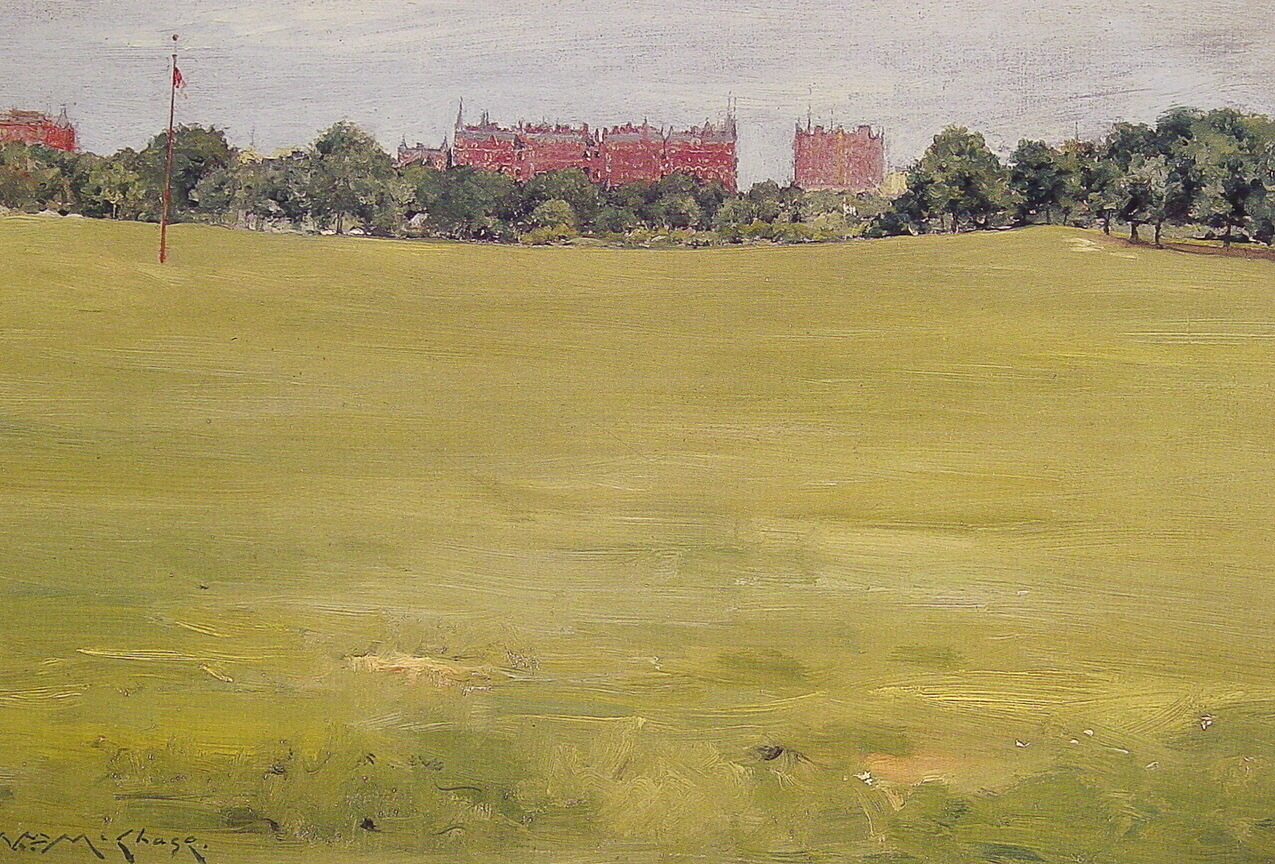
Vista de Central Park (1889)
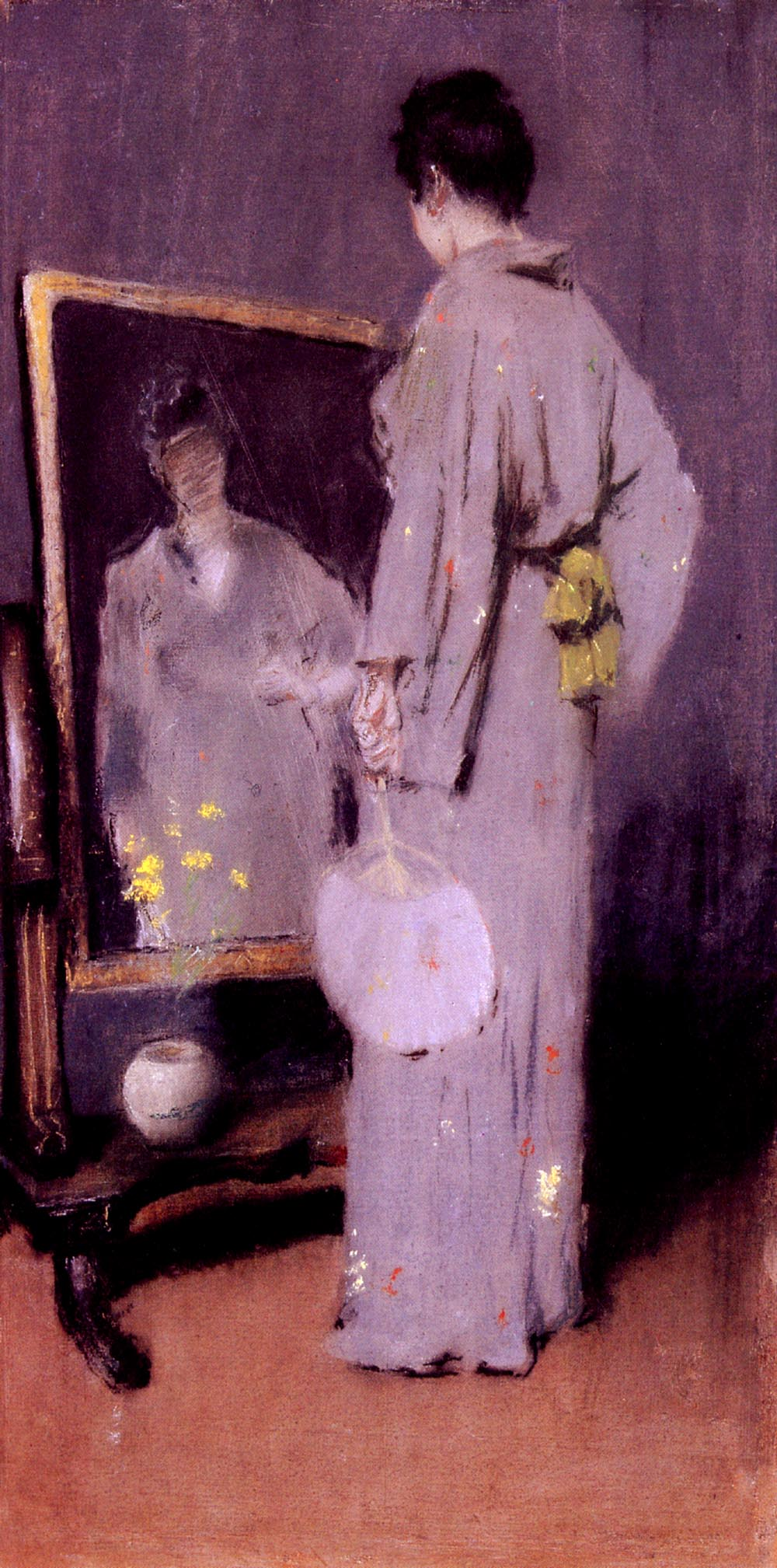
Vistiéndose (1889)
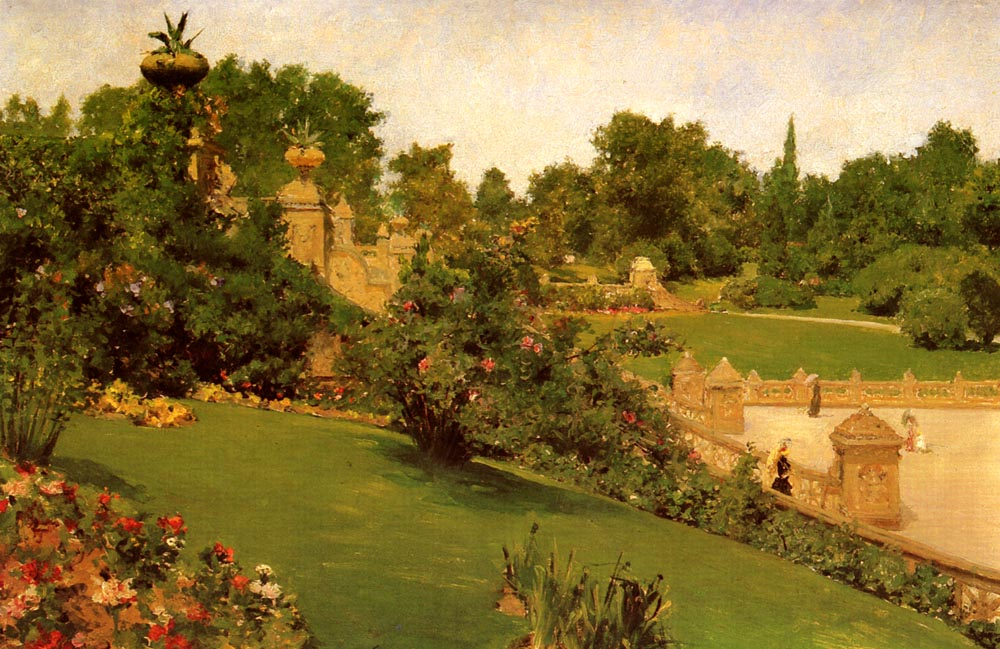
Terraza en el Mall (1890)
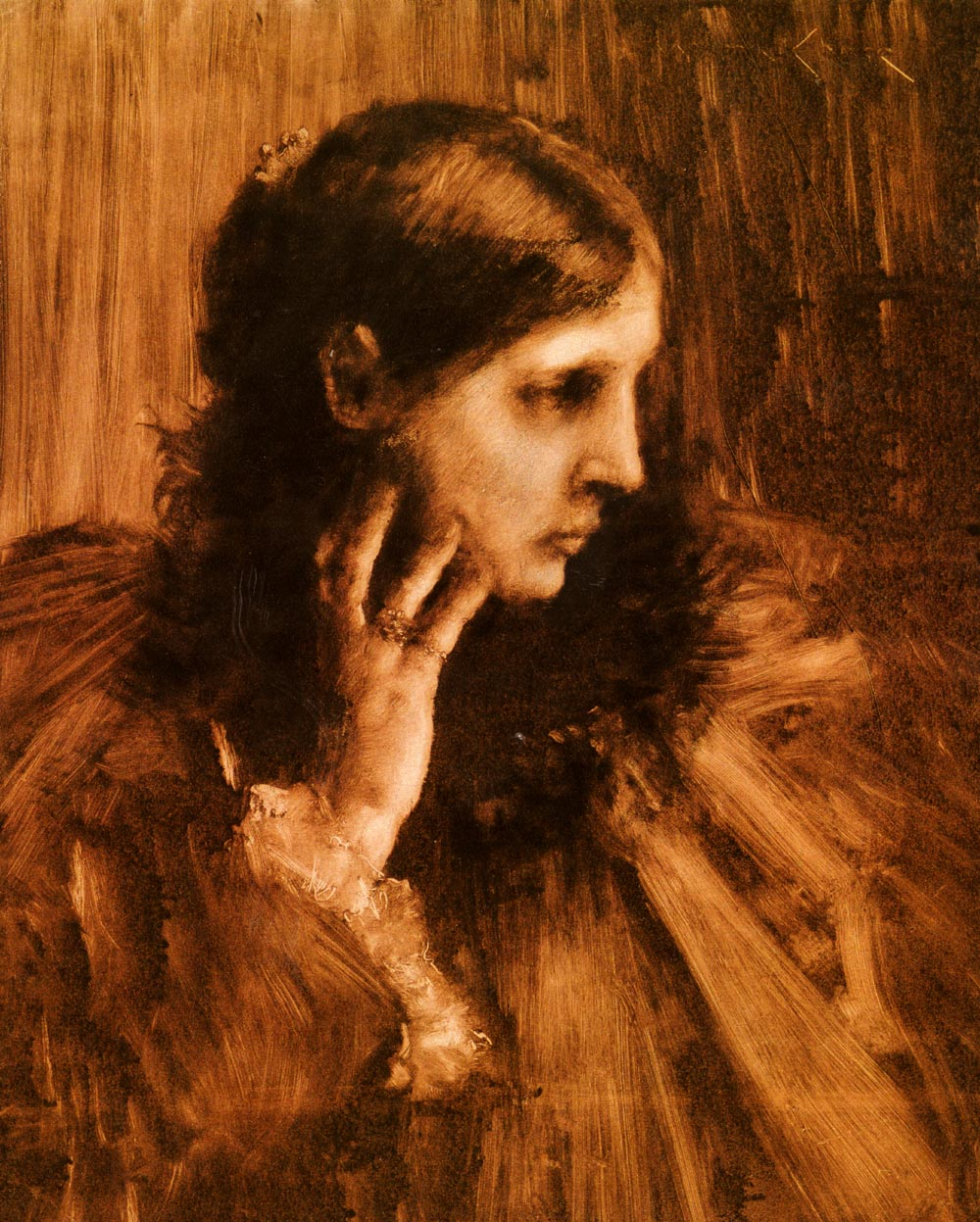
Reverie (1890)
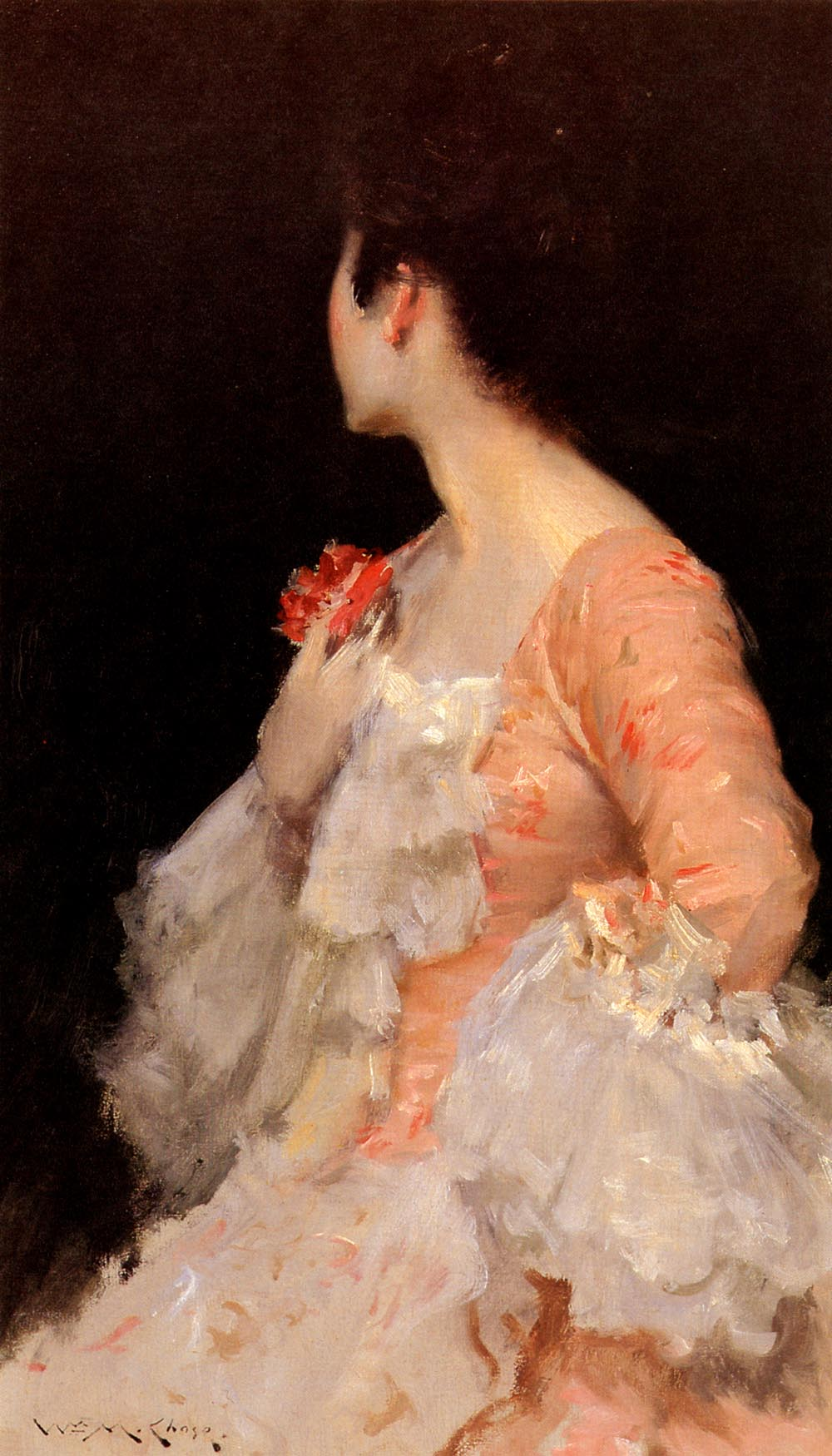
Retrato de señorita (1890)
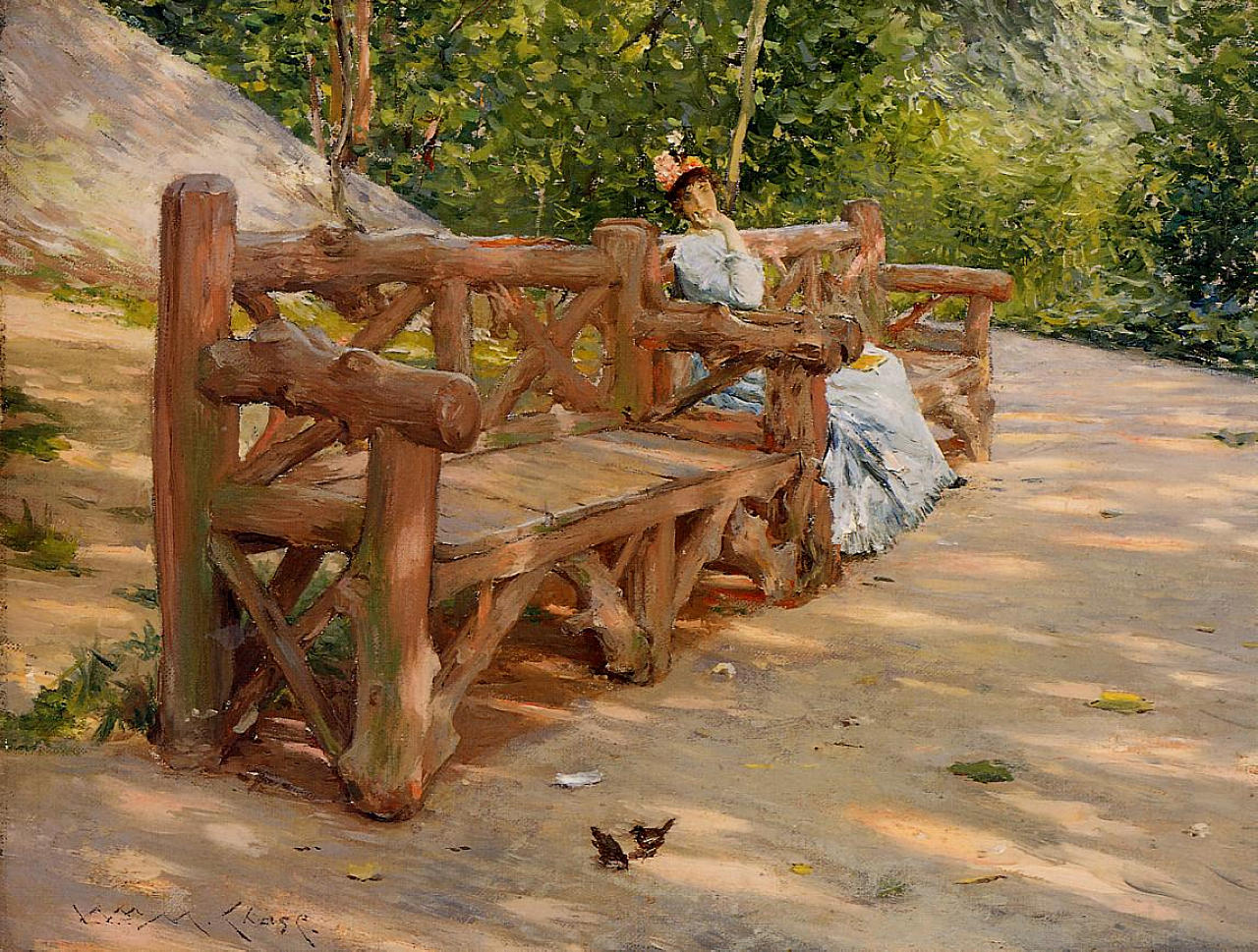
Banco del parque (1890)
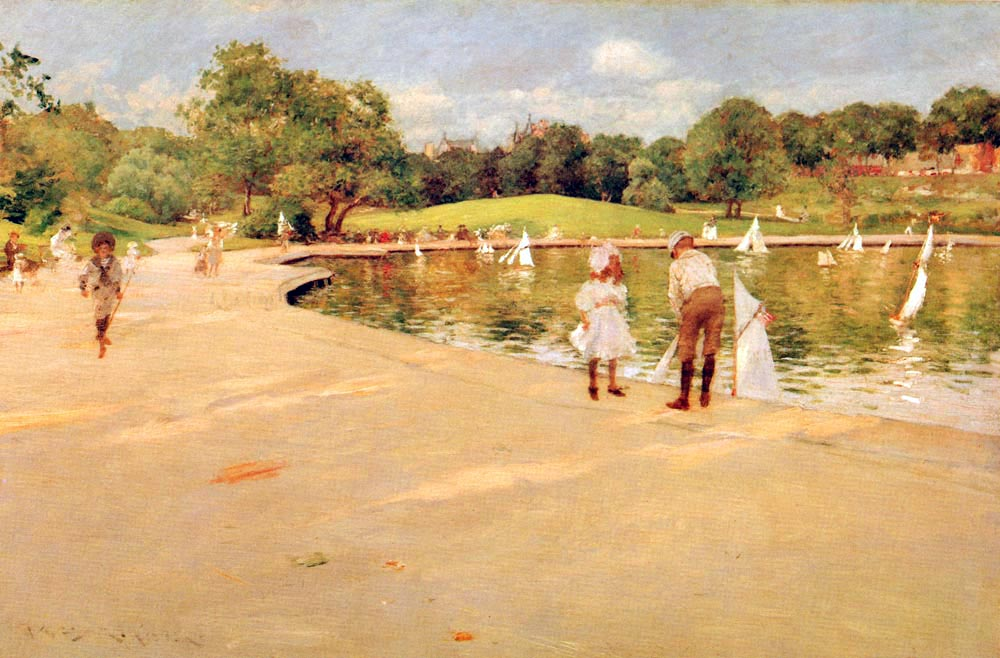
Lago liliputiense (1890)
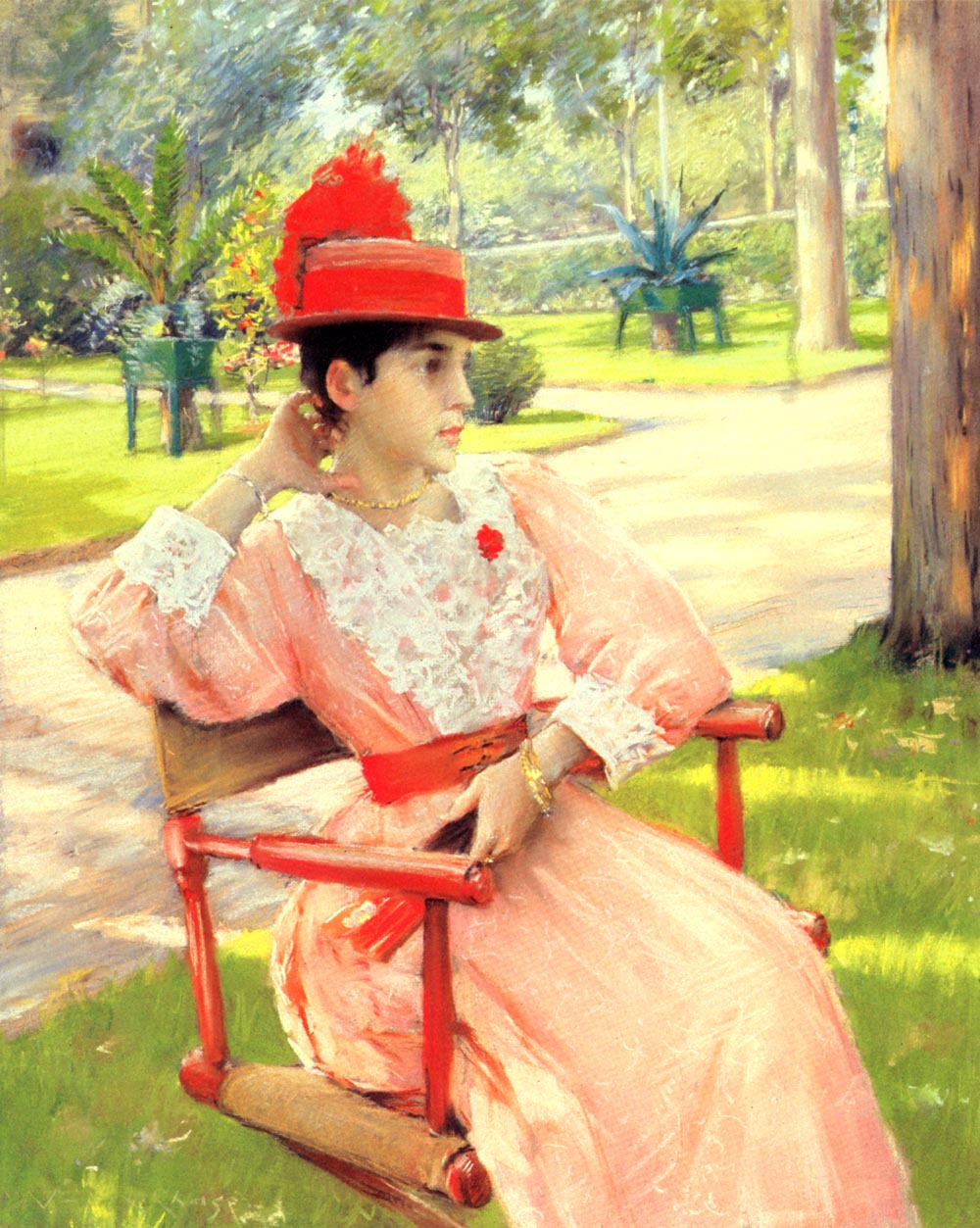
Tarde en el parque (1890)
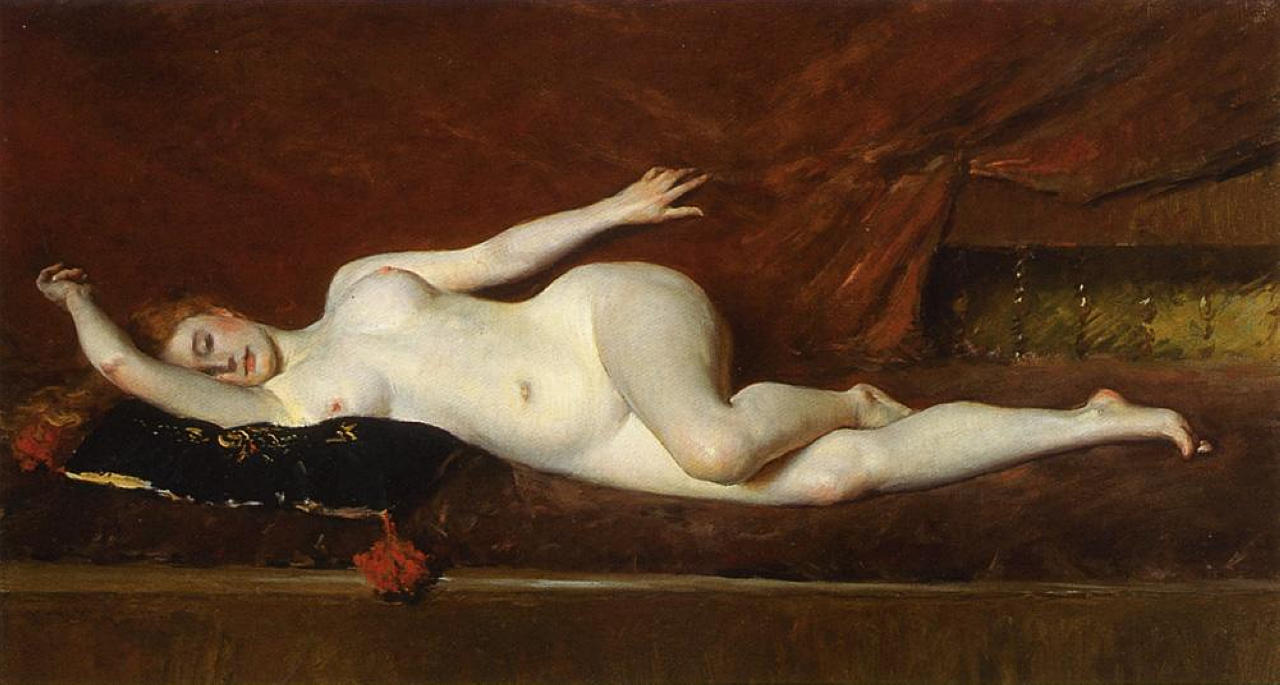
Un estudio sobre las curvas (1890)
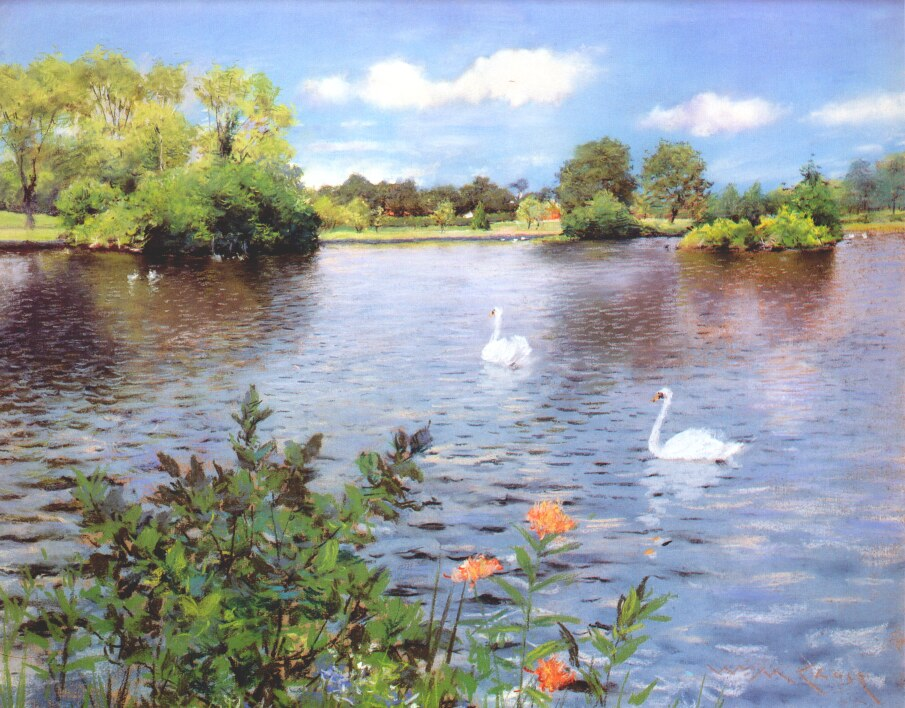
Un lago en Long Island (c. 1890)
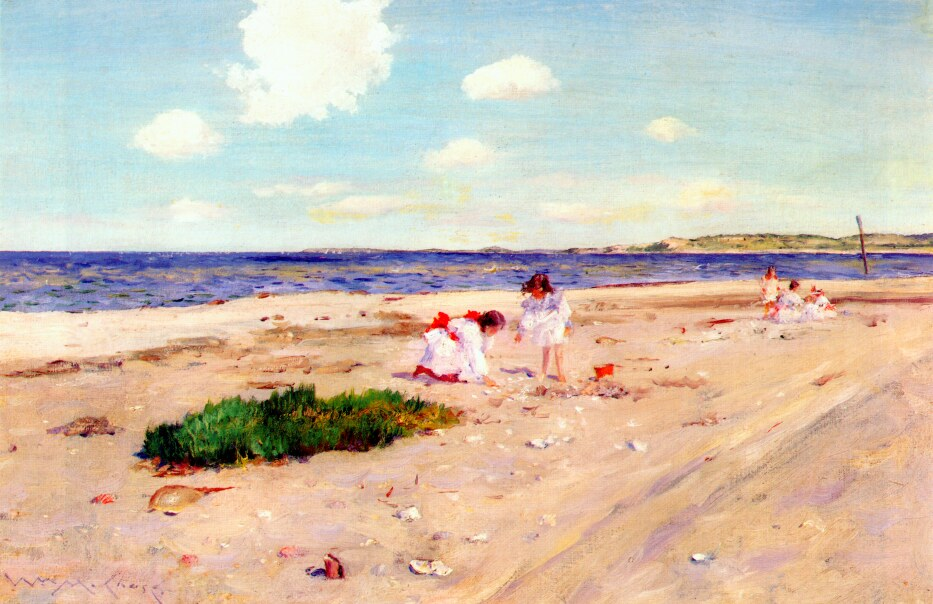
Conchas en la playa de Shinnecock (c. 1892)
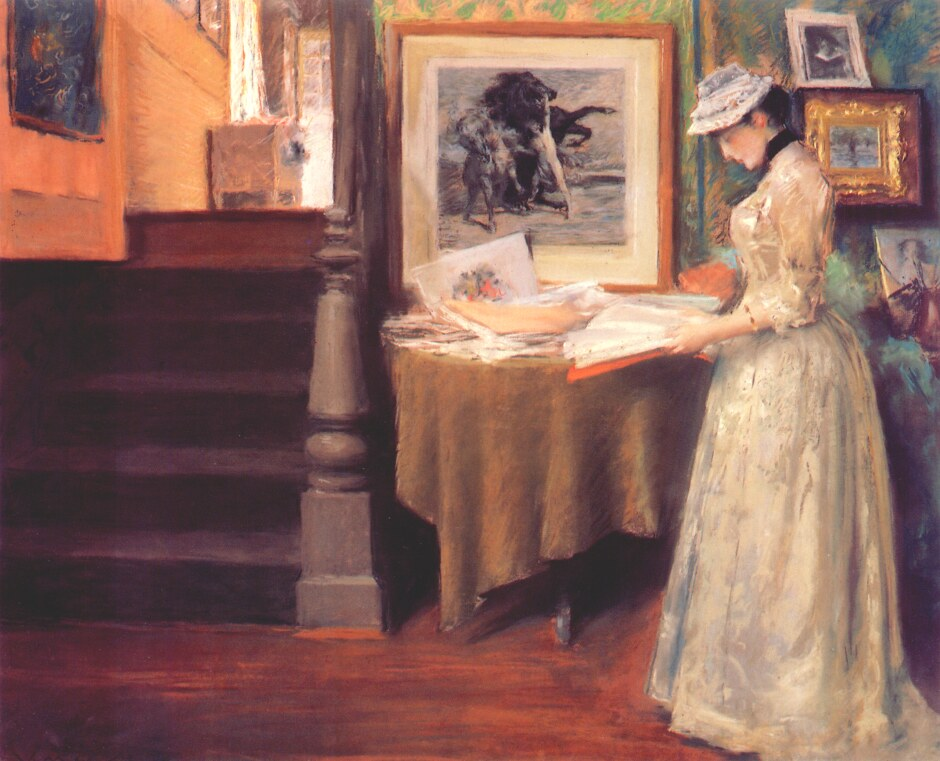
En el estudio (c. 1892-3)
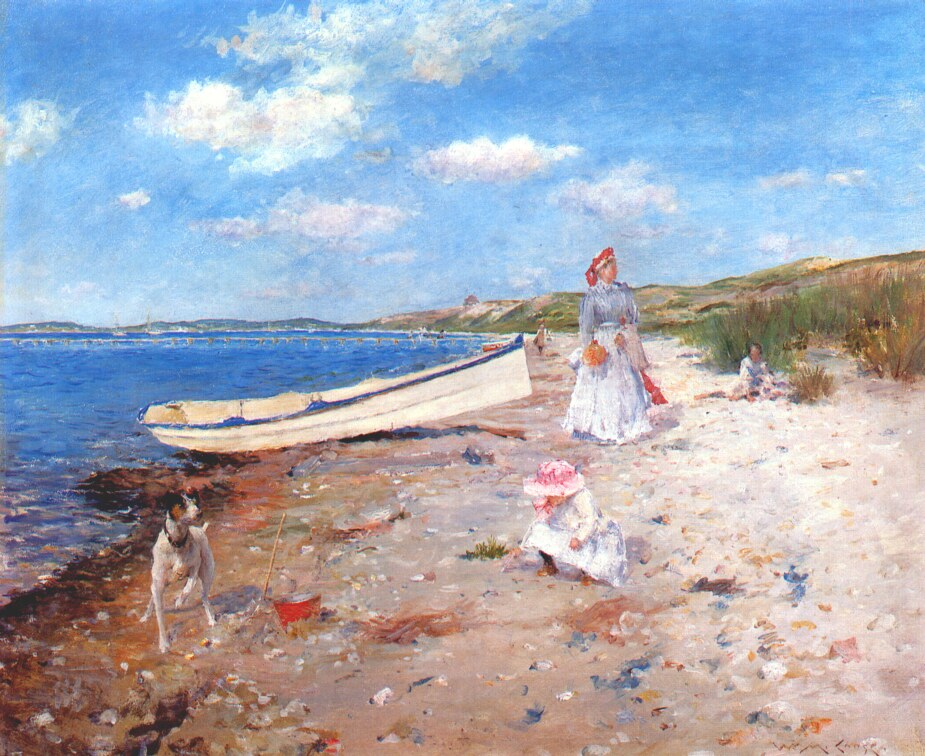
Un día soleado en la bahía de Shinnecock (c. 1892)
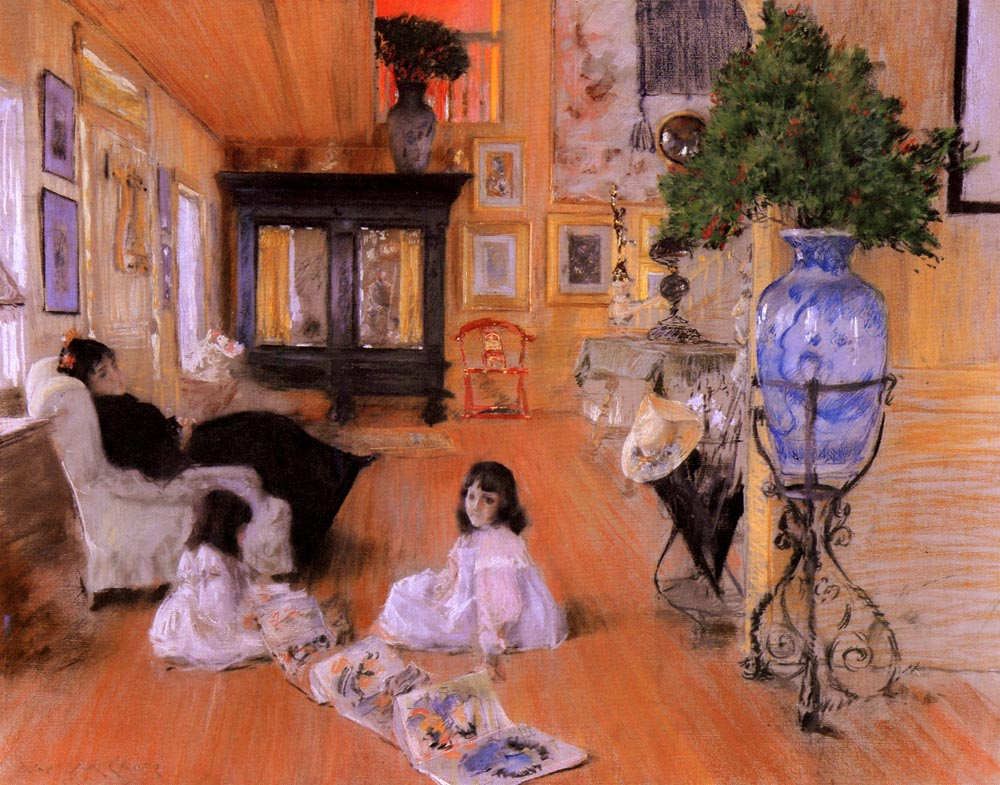
Salón en Shinnecock (1893)
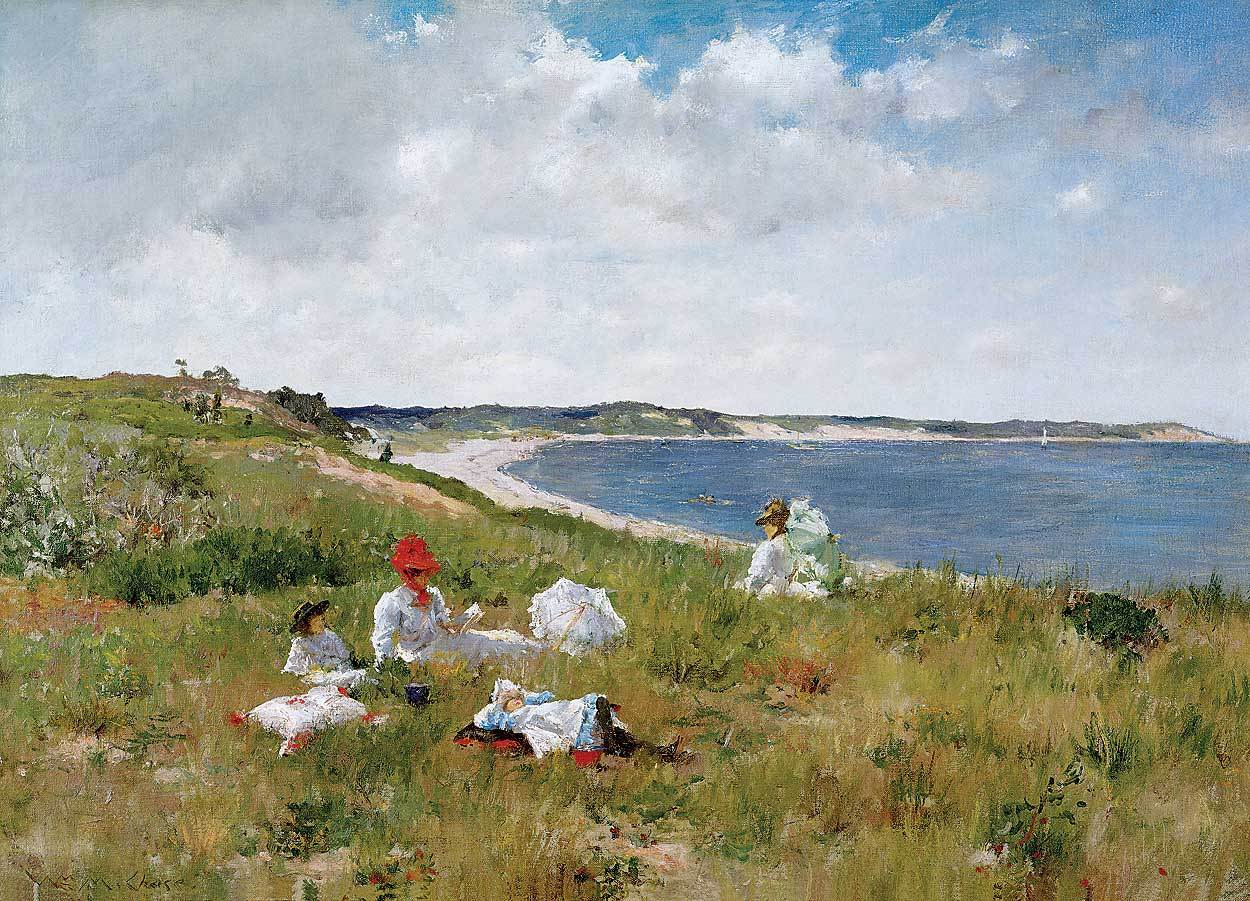
Horas de ocio (1894)
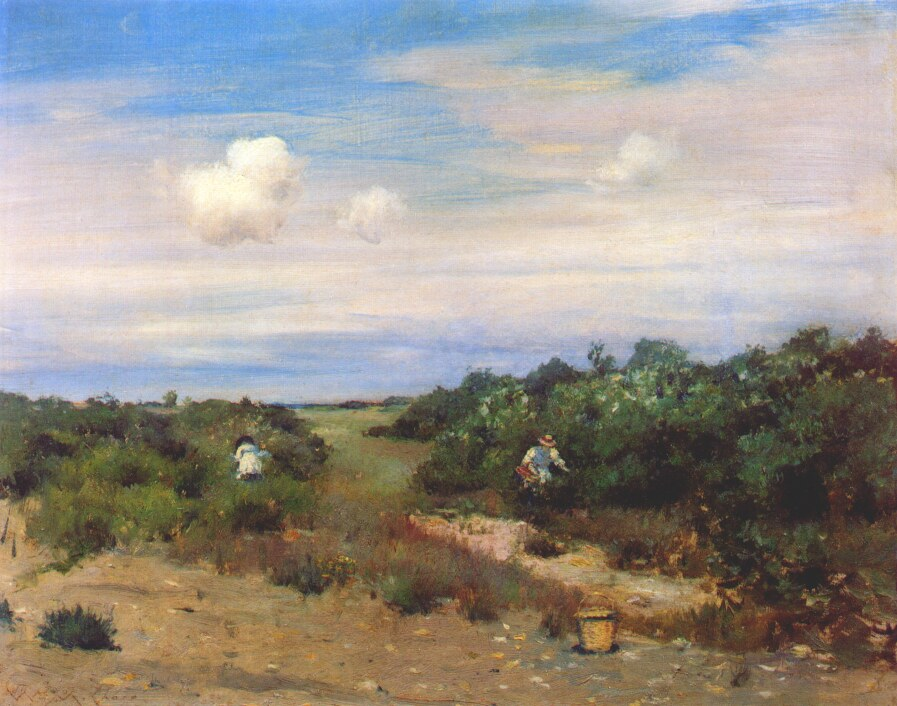
Colinas de Shinnecock, Long Island (c. 1895)
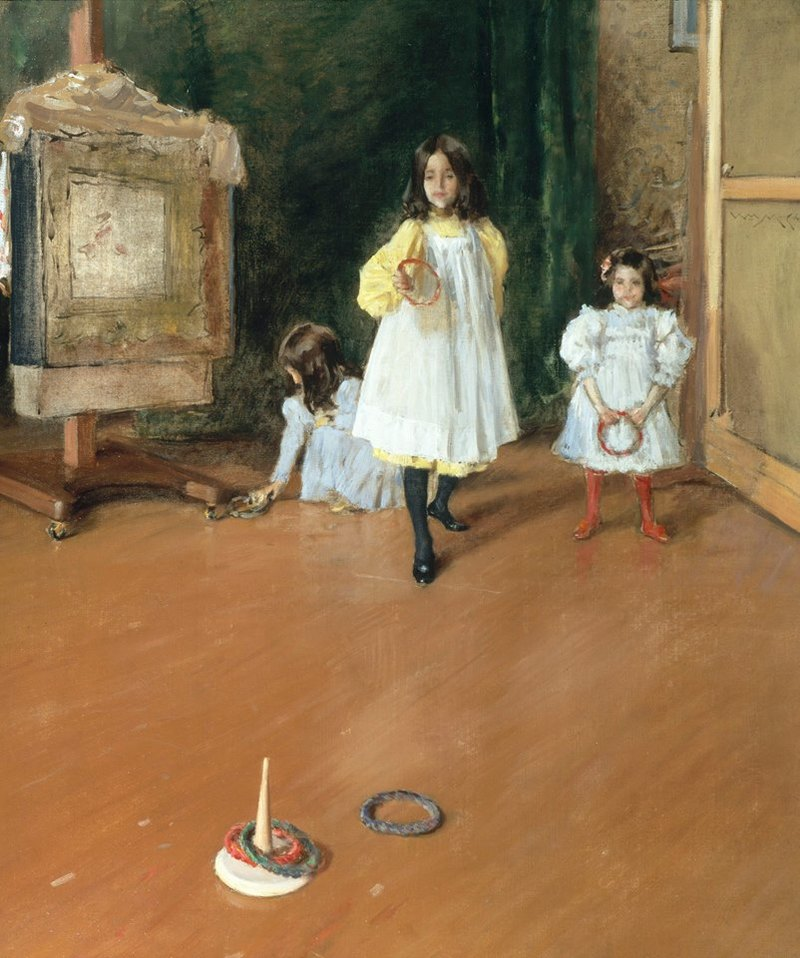
Juego de anillas (1896)
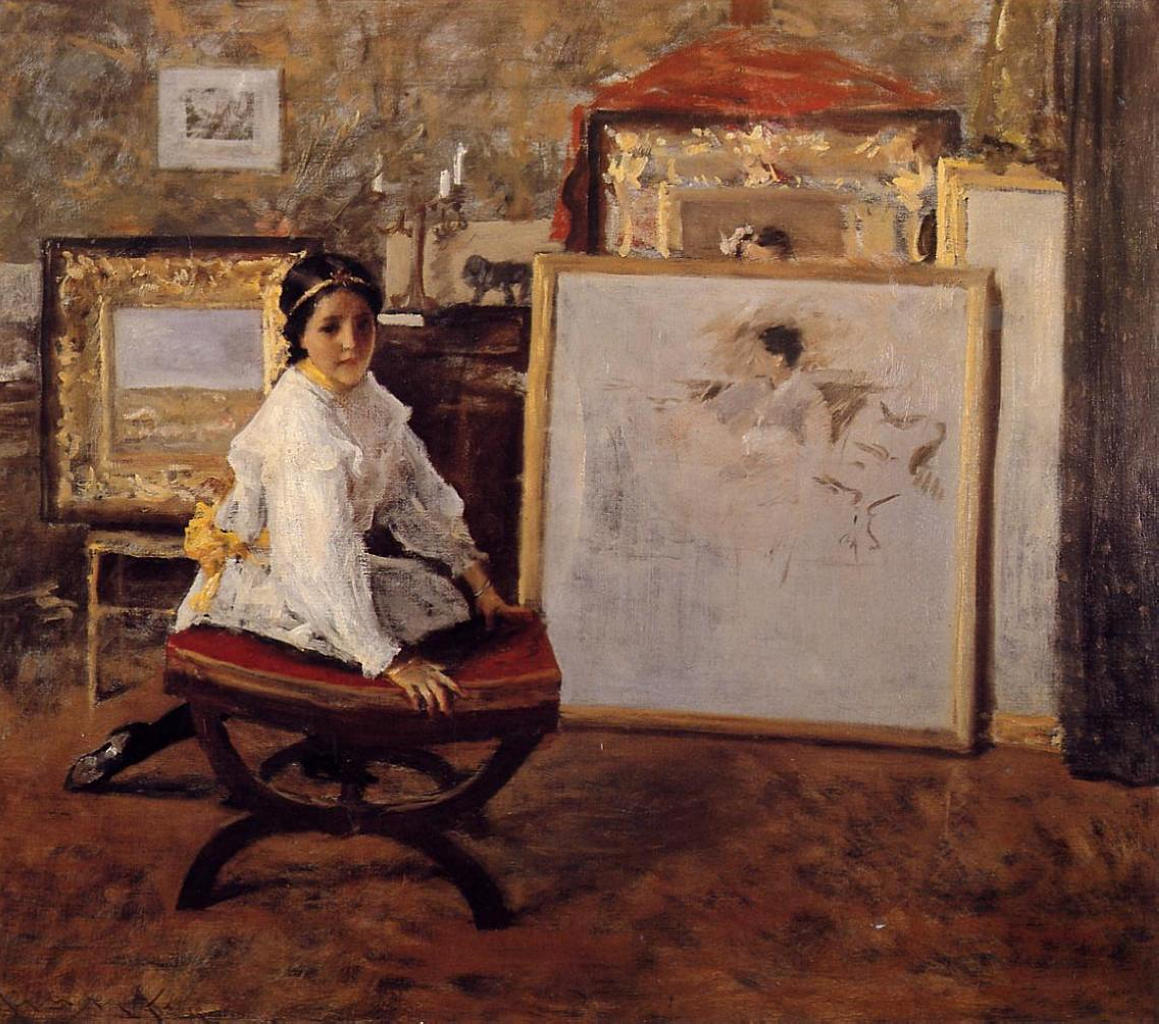
¿Me hablabas? (1897)
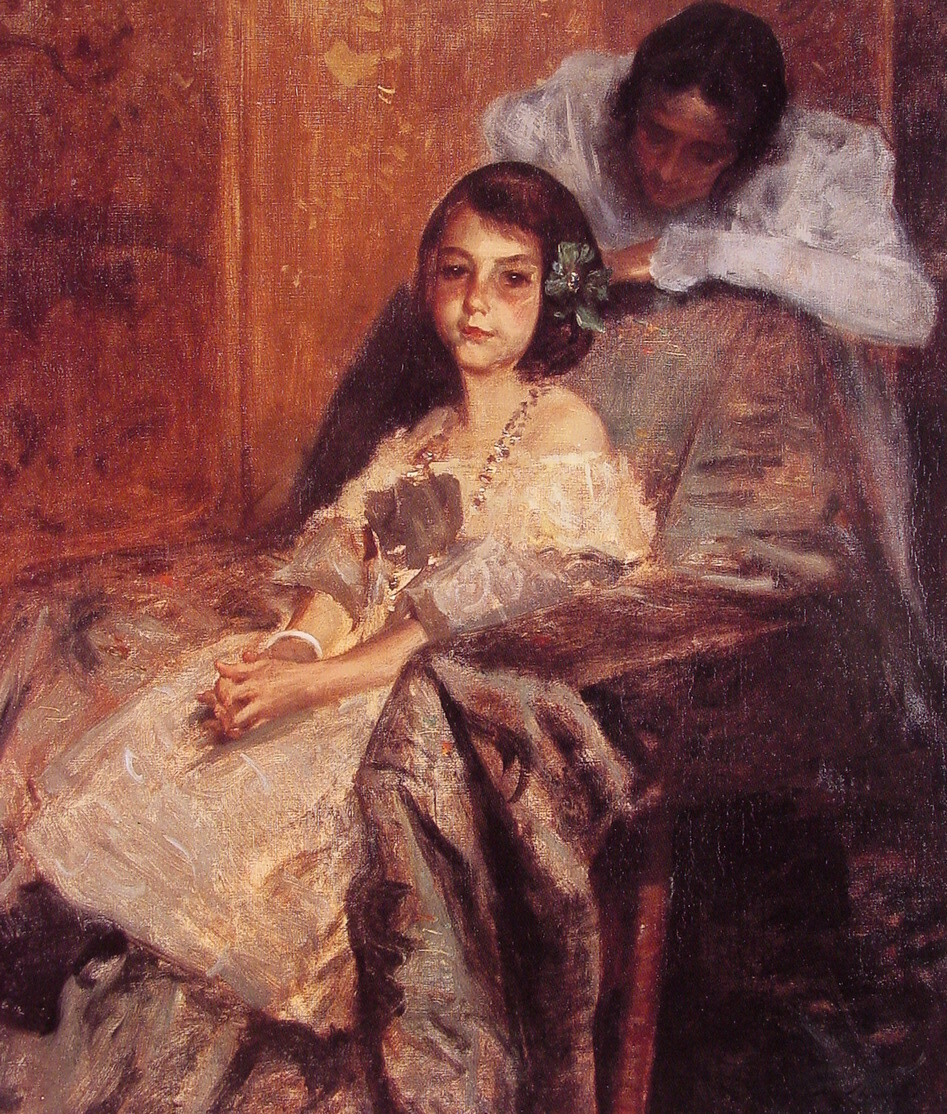
Dorothy y su hermana (1901)
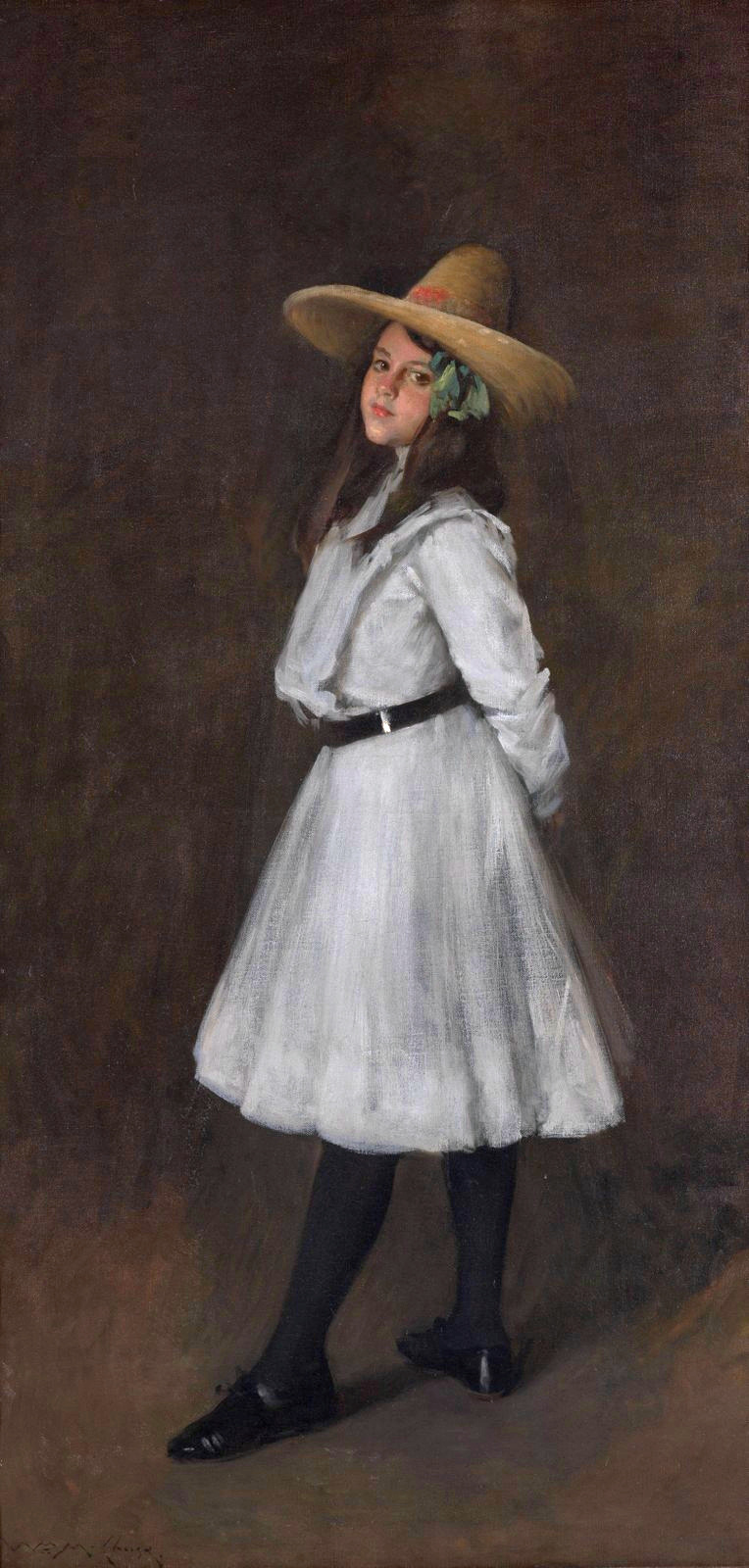
Dorothy (1902)
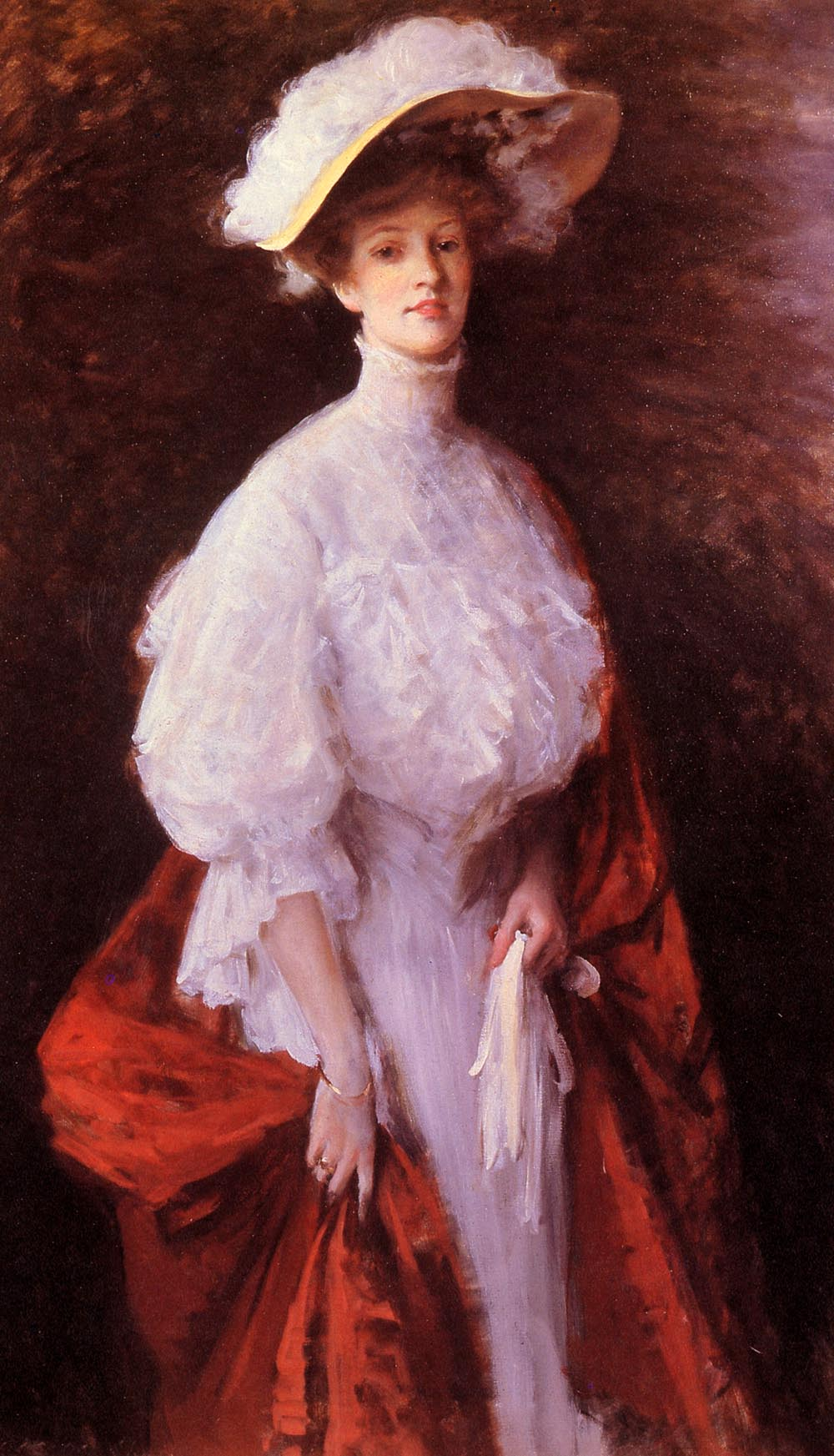
Retrato de Miss Frances (1905)
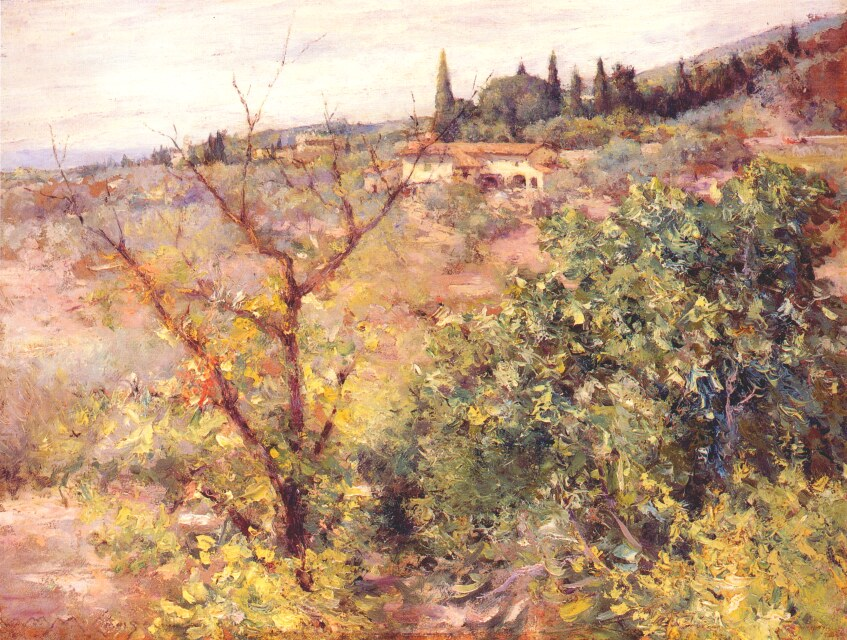
Vista de Fiesole (1907)
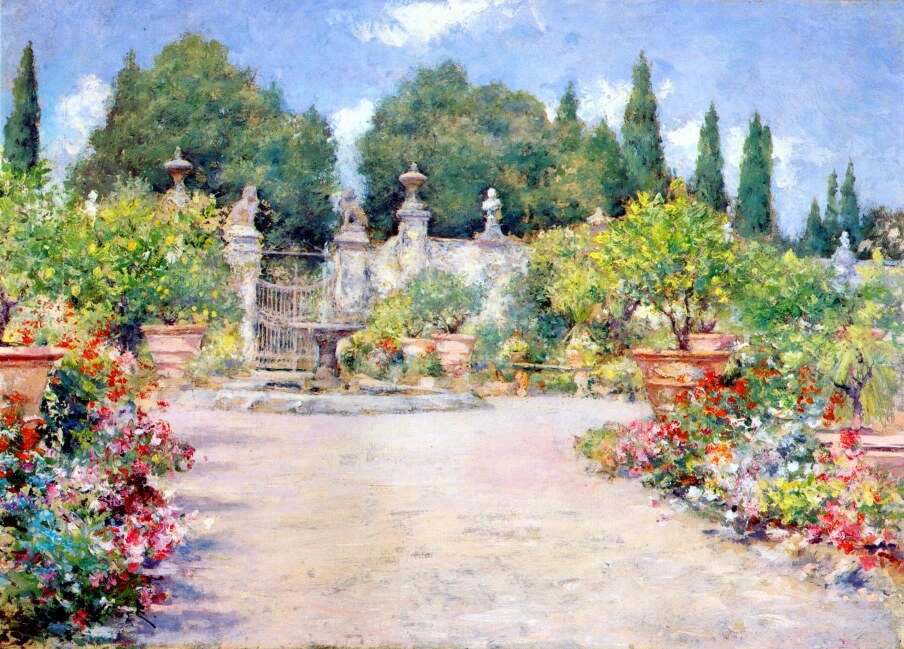
Un jardín italiano (1909)
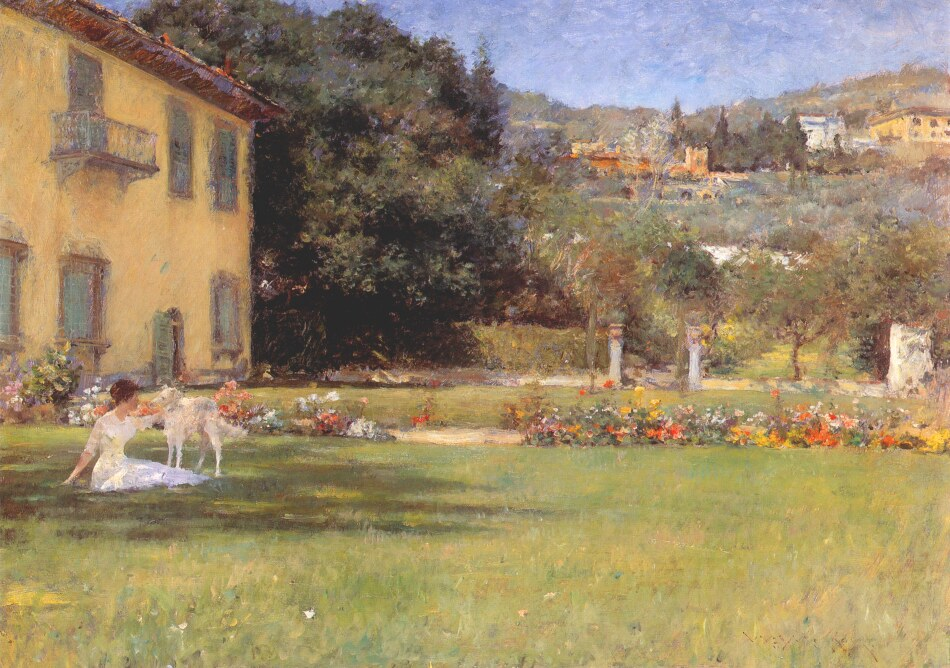
Buenos amigos (c. 1910-1911)
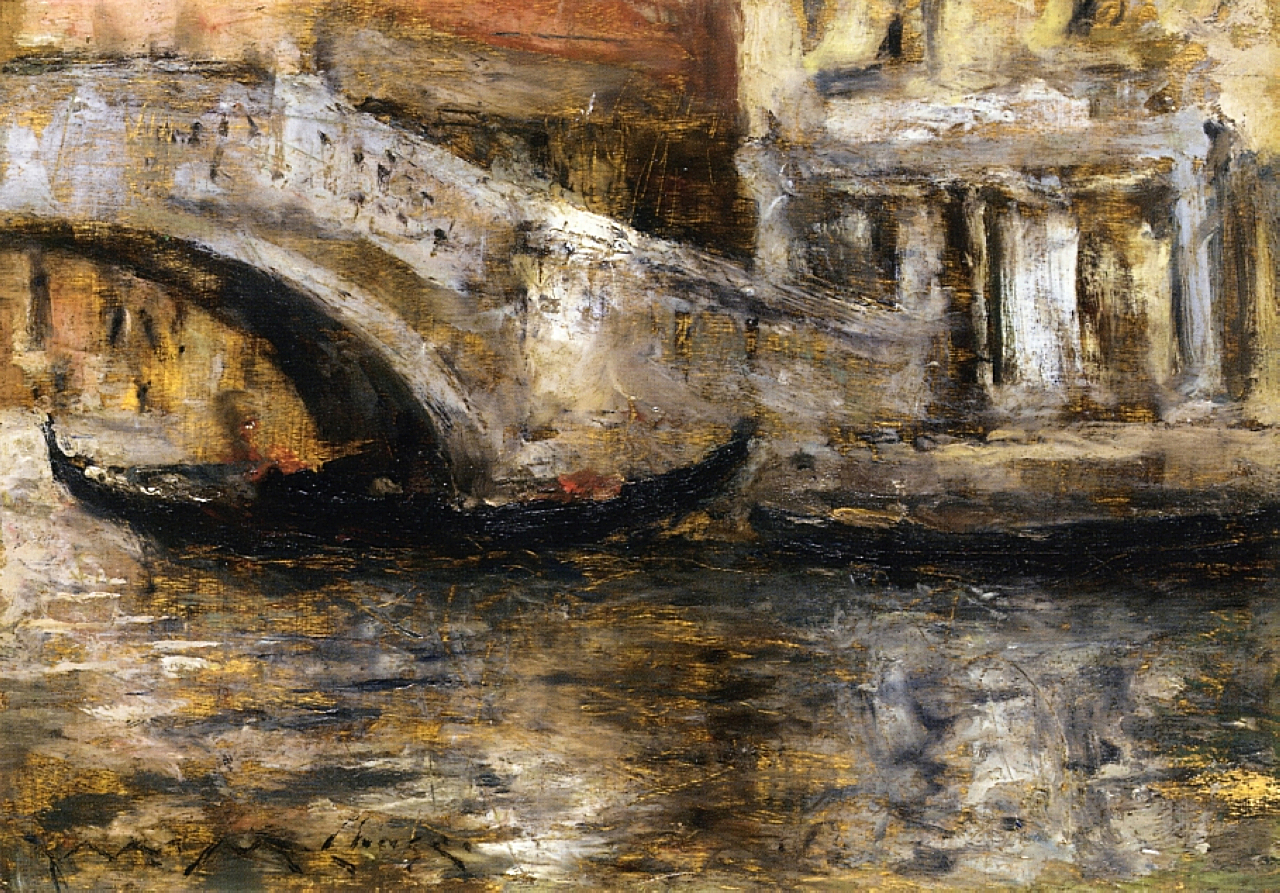
Góndolas en el canal veneciano (1913)
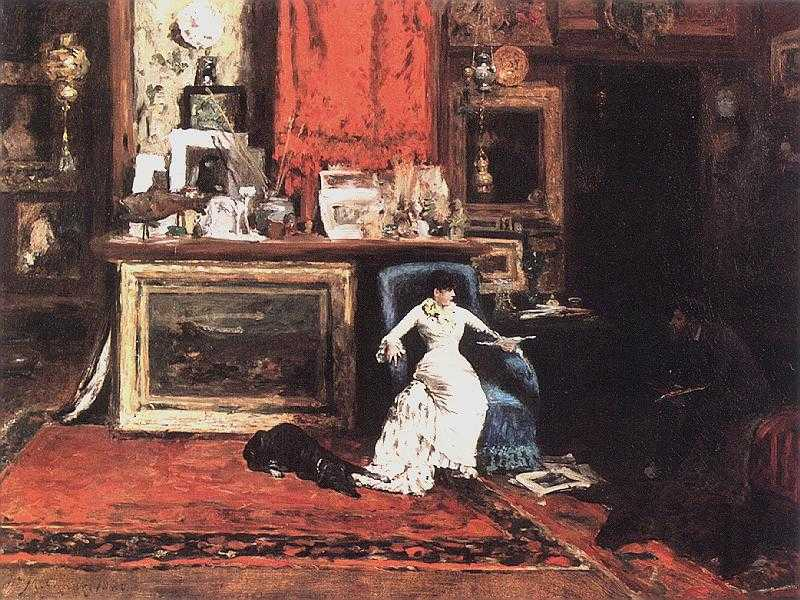
El estudio de la calle décima
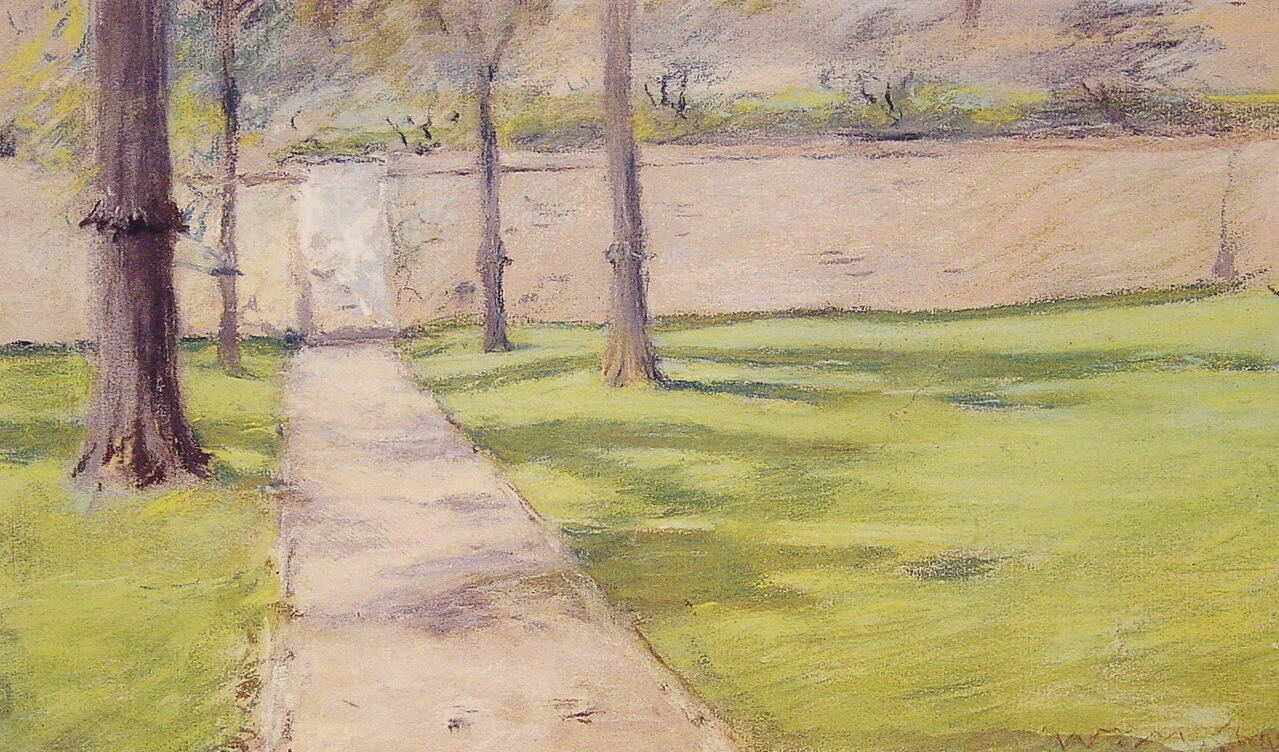
El muro del jardín
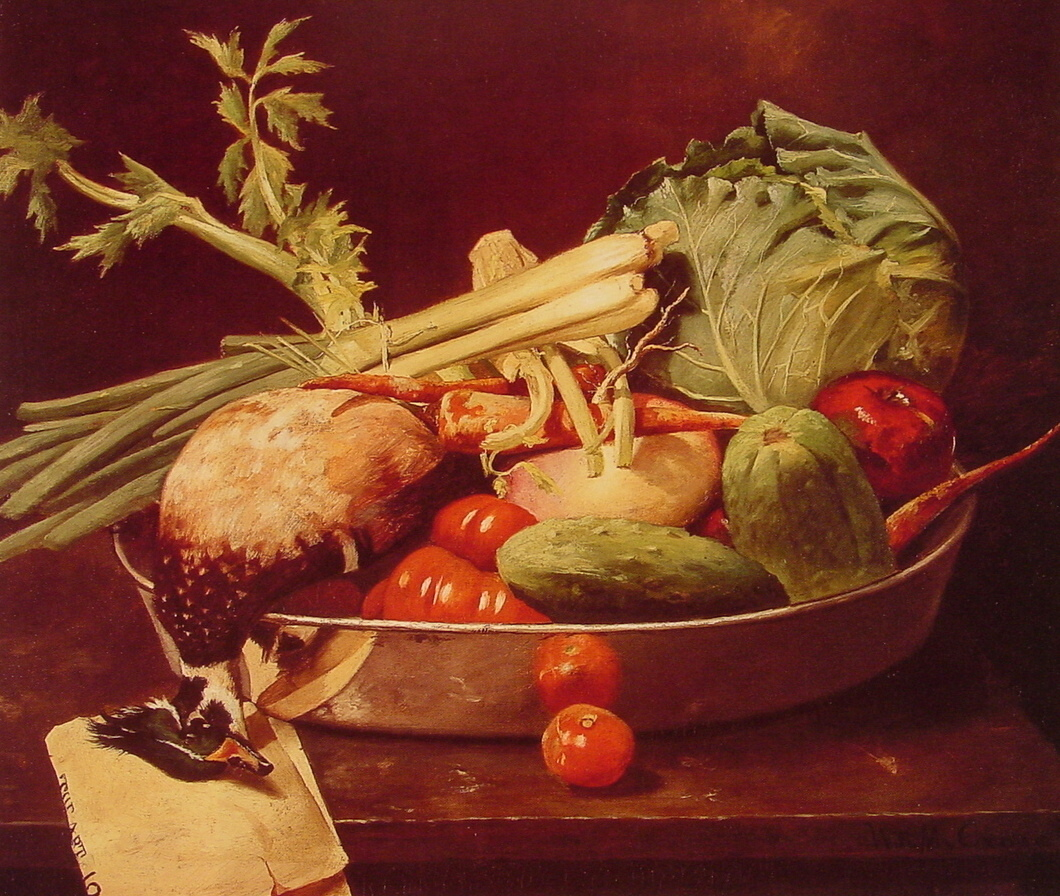
Naturaleza muerta con vegetales
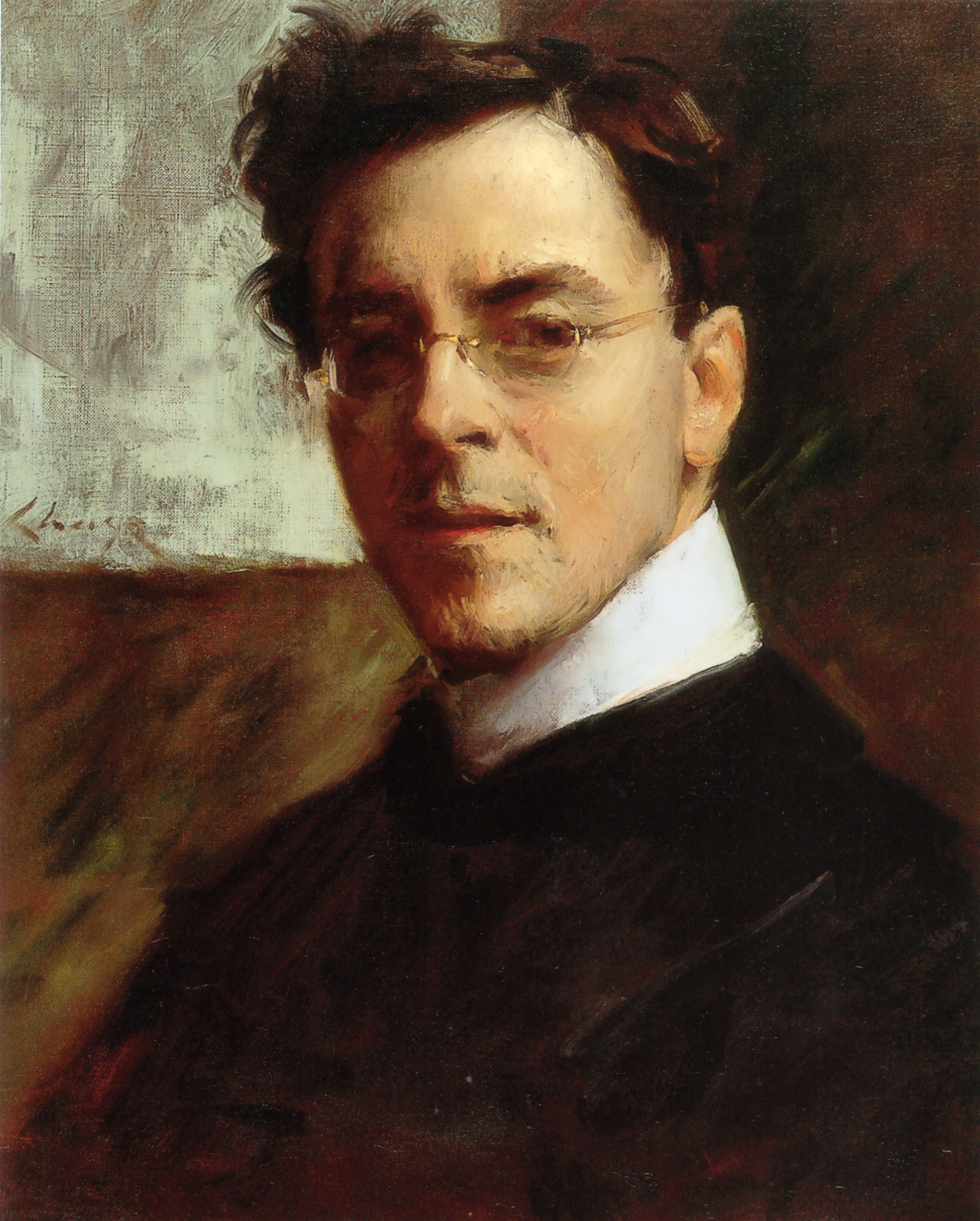
Retrato de Louis Betts
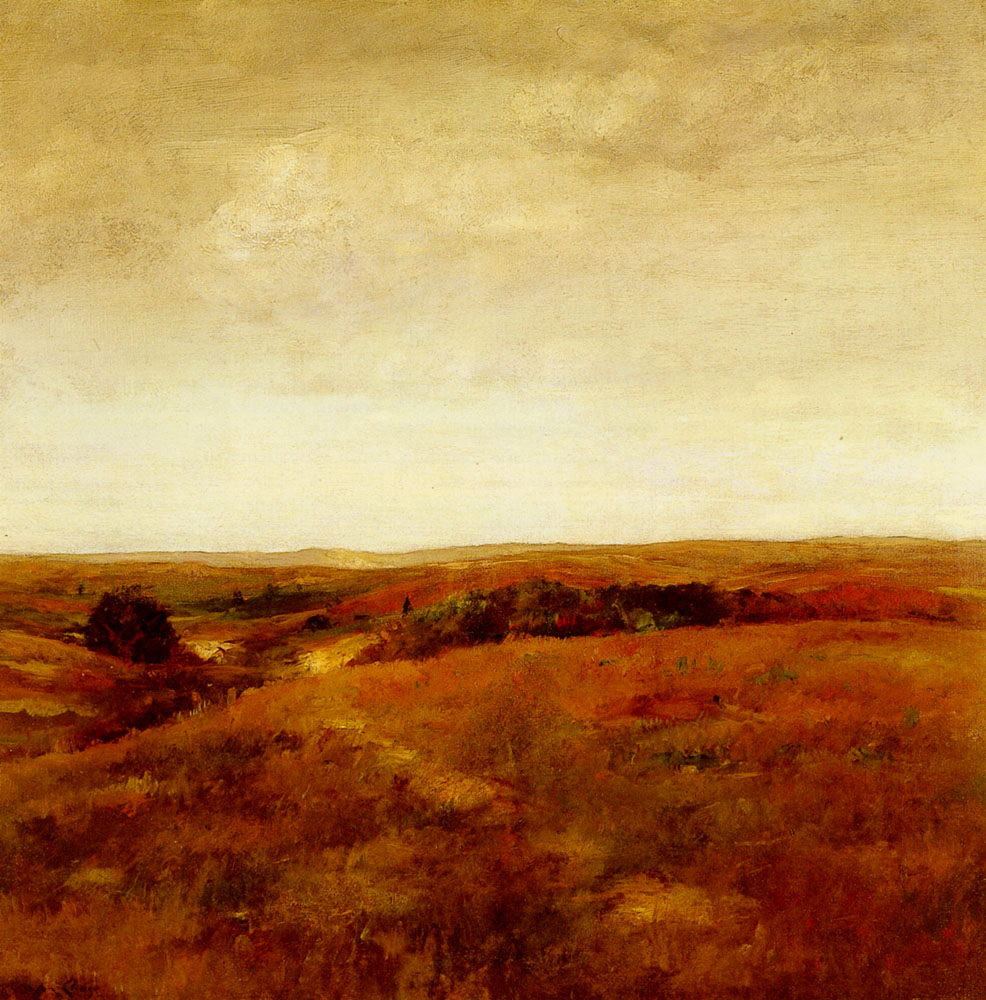
Octubre
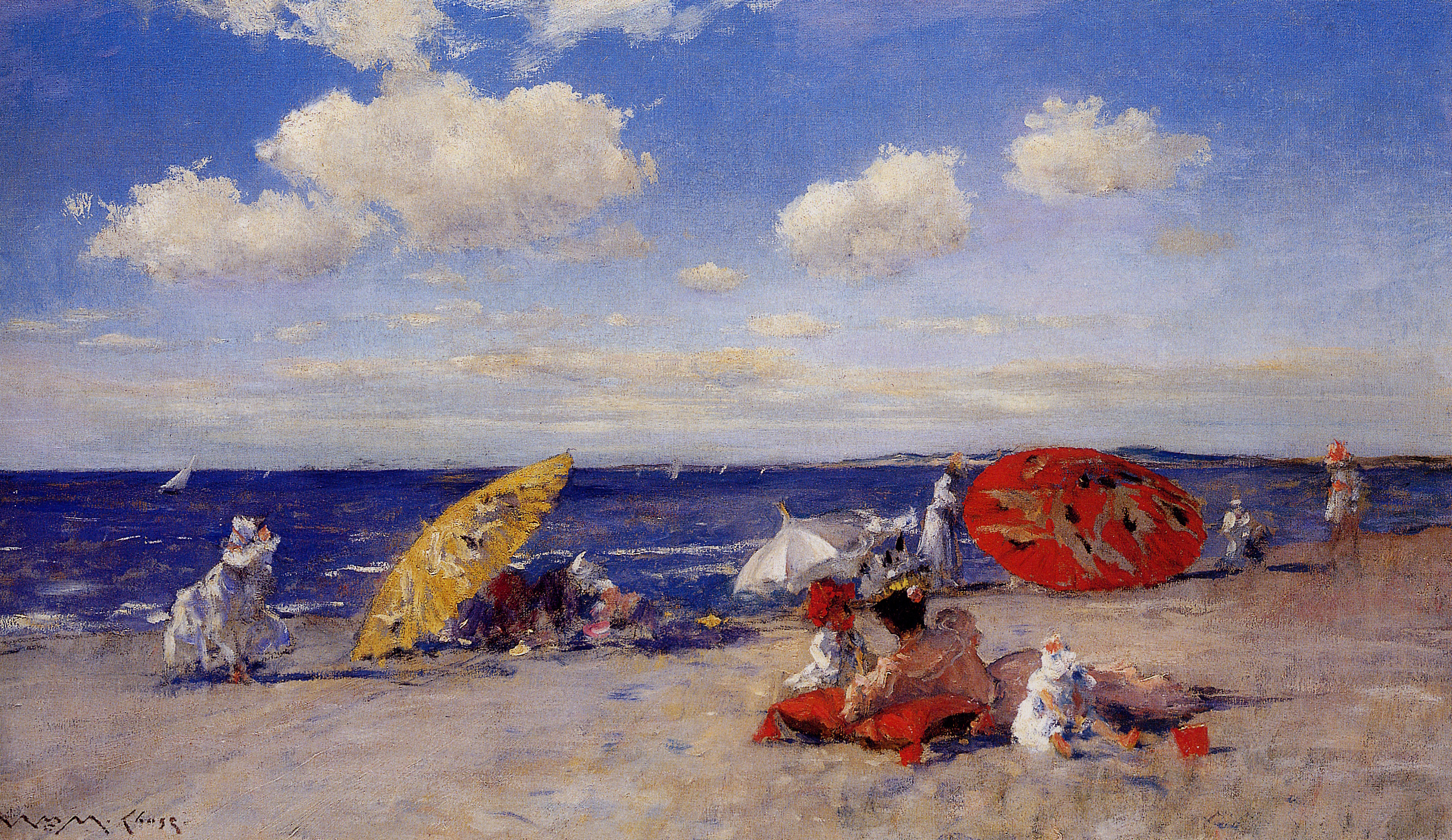
En la costa
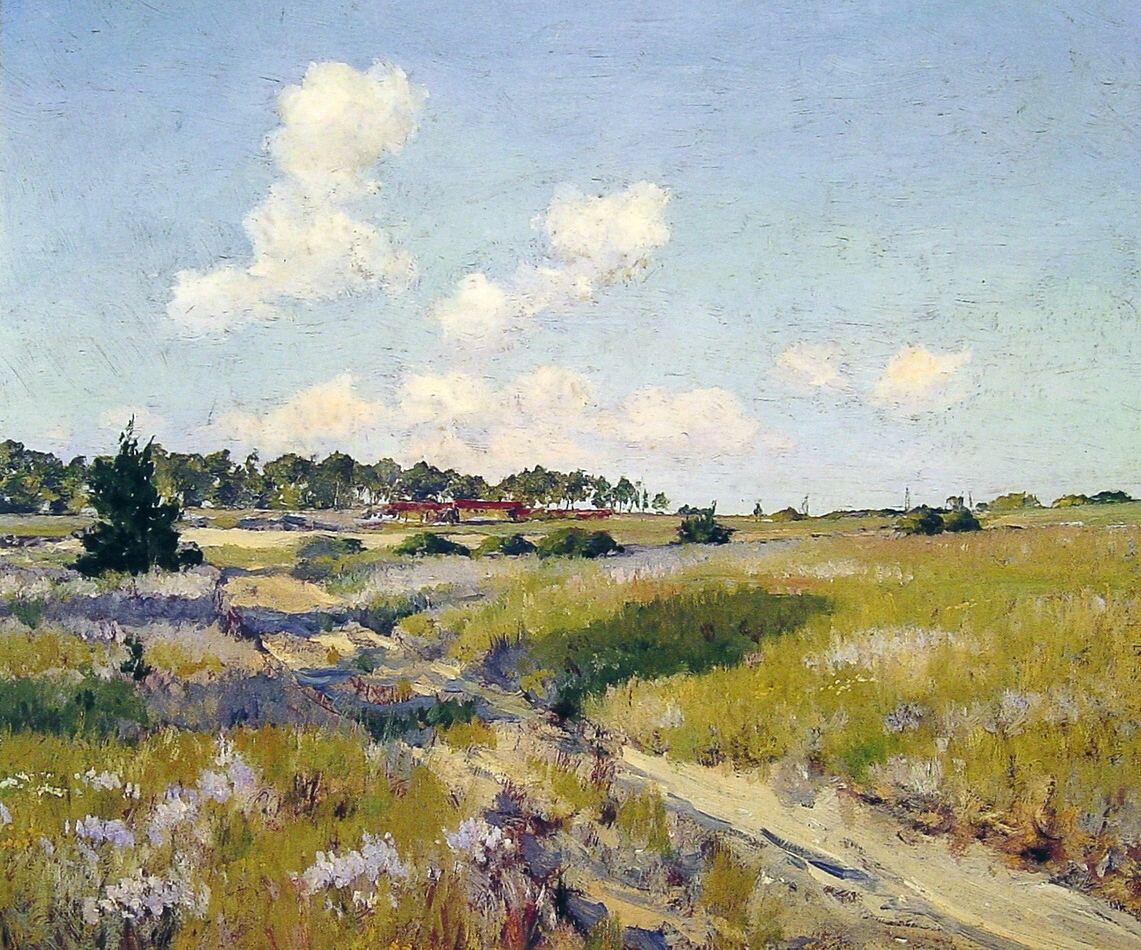
Sombras del atardecer